# 미국 유대인의 역사

세계 지도에서 미국(짙은 녹색)의 위치.

미국 유대인의 역사는 1600년대와 1700년대까지 거슬러 올라간다. 미국 독립 혁명 이전에 여러 도시에 살았던 사람들을 포함하여 유럽의 아메리카 식민지화 시대부터 미국에는 유대인 공동체가 존재했다. 초기 유대인 공동체는 주로 브라질, 암스테르담, 잉글랜드에서 온 세파르딤 이민자들로 구성되었으며, 그들 중 다수는 이단심문을 피해 도망쳤다.
이러한 집단에서는 결혼과 사업 관계를 용이하게 하기 위해 사적이고 시민적으로 인정되지 않는 지역적, 때로는 국제적인 네트워크가 형성되었다. 이 작고 사적인 식민지 공동체는 대체로 공개되지 않은 비실천적인 유대인으로 존재했으며, 많은 수가 비유대인과의 혼인을 선택했다. 이후 훨씬 더 많은 수의 아슈케나짐이 뉴욕주, 뉴저지주, 그리고 후에 미국이 된 다른 지역으로 이주하면서 이러한 인구 통계가 변화했다.
1830년대까지 사우스캐롤라이나주 찰스턴의 유대인 공동체는 북아메리카에서 가장 큰 규모였다. 1800년대 후반과 1900년대 초반에는 많은 유대인 이민자들이 유럽에서 도착했다. 예를 들어, 많은 독일 유대인들이 19세기 중반에 도착하여 전국 각 도시에 의류 상점을 설립하고 개혁파 유대교 회당을 세웠으며 뉴욕주에서 은행업에 활발하게 참여했다. 1880년에서 1914년 사이에 이디시어를 사용하는 아슈케나짐의 훨씬 더 많은 이주로 뉴욕에 새로운 유대인 이민 물결이 밀려왔으며, 이들 중 다수는 사회주의 및 노동 운동에 활발하게 참여했으며, 정통파 유대교 및 보수파 유대교 유대인도 포함되었다.
난민들은 홀로코스트 중과 후에 유럽 유대인 디아스포라 공동체에서, 그리고 1970년 이후에는 소련에서 도착했다. 정치적으로 미국 유대인들은 1930년대부터 민주당의 자유주의 뉴딜 연합의 일원으로서 특히 활발하게 활동했지만, 최근에는 정통파 유대인들 사이에 보수적인 공화당 요소도 존재한다. 그들은 다른 여러 미국의 민족 및 종교 집단에 비해 높은 교육 수준과 높은 사회 이동률을 보여주었다. 소도시의 유대인 공동체는 감소했으며, 인구는 대도시권에 점점 더 집중되는 경향을 보였다. 미국 내 반유대주의는 21세기까지 지속되었지만, 많은 유대인들이 지역, 주, 국가 차원의 정부 직위에 선출되는 등 수많은 문화적 변화가 일어났다.
1940년대에는 유대인이 전체 인구의 3.7%를 차지했다. 2019년 기준, 약 710만 명으로 전체 인구의 2%를 차지하며, 낮은 출산율과 유대인 동화로 인해 감소하고 있다. 가장 큰 유대인 인구 중심지는 뉴욕 (210만 명), 로스앤젤레스 (617,000), 마이애미 (527,750), 워싱턴 D.C. (297,290), 시카고 (294,280), 필라델피아 (292,450)의 도시권들이다.

## 유대인 이민
미국 내 유대인 인구는 주로 유럽의 디아스포라 공동체에서 온 이민 물결의 결과이다. 이민은 처음에는 미국의 사회적 및 기업가적 기회에 대한 매력으로 시작되었고, 나중에는 지속적인 반유대주의의 위험으로부터의 피난처가 되었다. 이스라엘로 알리야를 한 많은 사람들을 제외하고는 유럽으로 돌아간 사람은 거의 없었다. 통계에 따르면 이전 디아스포라 지역으로 돌아가지 않은 유대인들은 없다는 통념이 있었지만, 그 비율은 약 6%로 다른 민족 집단보다 훨씬 낮았다.
1790년 1,000~2,000명 정도의 유대인 거주자(대부분 그레이트브리튼 왕국과 네덜란드 공화국으로 이민 온 세파르딤 유대인)에서 시작하여 미국 유대인 공동체는 1840년에는 약 15,000명으로, 그리고 1880년에는 약 250,000명으로 증가했다. 19세기 중반에 미국으로 이주한 대부분의 아슈케나짐 유대인 이민자들은 독일어권 국가들의 디아스포라 공동체에서 왔으며, 동시에 더 큰 기독교 독일 이주도 있었다. 그들은 처음에는 독일어를 사용했고, 전국에 정착하여 새로운 동포들과 동화되었다. 그들 중 유대인들은 많은 도시에서 일반적으로 무역, 제조 및 건조 상품(의류) 상점을 운영했다.
1880년부터 제1차 세계 대전이 시작된 1914년까지 약 2,000,000명의 이디시어를 사용하는 아슈케나짐이 동유럽의 디아스포라 공동체에서 이주했는데, 그곳에서는 반복적인 포그롬으로 인해 생활이 어려웠다. 그들은 러시아의 유대인 디아스포라 공동체, 팔레 오브 세틀먼트 (현대 폴란드, 리투아니아, 벨라루스, 우크라이나, 몰도바) 및 러시아가 통제하던 폴란드 지역에서 왔다. 후자 집단은 뉴욕에 집중적으로 모여 의류 산업을 형성했고, 이 산업은 전국에 건조 상품 상점을 공급했으며, 노동 조합에 적극적으로 참여했다. 그들은 비유대인 동유럽 및 남유럽 이민자들과 함께 이주했는데, 이는 역사적으로 지배적이었던 북유럽 및 서유럽 출신 미국 인구 통계와는 달랐다. 기록에 따르면 1880년에서 1920년 사이에 이들 신규 이민자는 전체 유럽 이민자의 5% 미만에서 거의 50%로 증가했다. 이러한 변화는 토착주의 정서의 부활, 이민 제한 연맹의 탄생, 그리고 1907년부터 1911년까지 딜링엄 위원회의 의회 연구를 야기했다. 1921년 긴급 할당량법은 이들 집단에 대한 이민 제한을 구체적으로 설정했으며, 1924년 이민법은 이러한 제한을 더욱 강화하고 성문화했다. 뒤이은 대공황과 나치 독일의 부상으로 인한 유럽 유대인들의 악화되는 상황에도 불구하고, 이러한 할당량은 1965년 이민 및 국적법까지 작은 변경만으로 유지되었다.
유대인들은 곧 많은 작은 시나고그와 같은 마을이나 마을 출신 유대인들을 위한 아슈케나짐 란츠만샤프트("영토 협회"를 의미하는 독일어)로 구성된 지원 네트워크를 만들었다.
당시 지도자들은 동화와 더 넓은 미국 문화로의 통합을 촉구했고, 유대인들은 빠르게 미국 생활의 일부가 되었다. 제2차 세계 대전 동안 50만 명의 미국 유대인(18세에서 50세 사이의 모든 유대인 남성의 약 절반)이 군대에 입대했으며, 전쟁 후에는 유대인 가족들이 부유해지고 이동성이 높아지면서 새로운 교외화 추세에 합류했다. 유대인 공동체는 다른 주요 도시, 특히 로스앤젤레스와 마이애미 주변으로 확장되었다. 젊은이들은 세속적인 고등학교와 대학에 다니며 비유대인들을 만났고, 그래서 종교간 결혼 비율이 거의 50%까지 치솟았다. 그러나 회당 회원 수는 1930년 유대인 인구의 20%에서 1960년에는 60%로 상당히 증가했다.
초기 이민 물결과 이민 제한 이후 홀로코스트가 발생하여 1945년까지 대부분의 유럽 유대인 공동체가 파괴되었으며, 이로 인해 미국은 세계에서 가장 큰 유대인 디아스포라 인구의 본거지가 되었다. 1900년에는 150만 명의 미국 유대인이 있었고, 2005년에는 530만 명이었다. 역사적 유대인 인구 비교를 참조하라.
미국으로 대규모로 이민 온 가장 최근의 유대인 공동체는 이란 혁명 이후 주로 미국으로 이민 온 이란 유대인과 소련 붕괴 후 온 소련 유대인이다.
신학적으로 미국 유대인은 여러 유대인 종파로 나뉘며, 그 중 가장 많은 수는 개혁파 유대교, 보수파 유대교 및 정통파 유대교이다. 그러나 미국 유대인의 약 25%는 어떤 종파에도 소속되어 있지 않다. 보수파 유대교는 미국에서 생겨났고 개혁파 유대교는 독일에서 창설되었으며 미국 유대인에 의해 대중화되었다.

## 식민지 시대

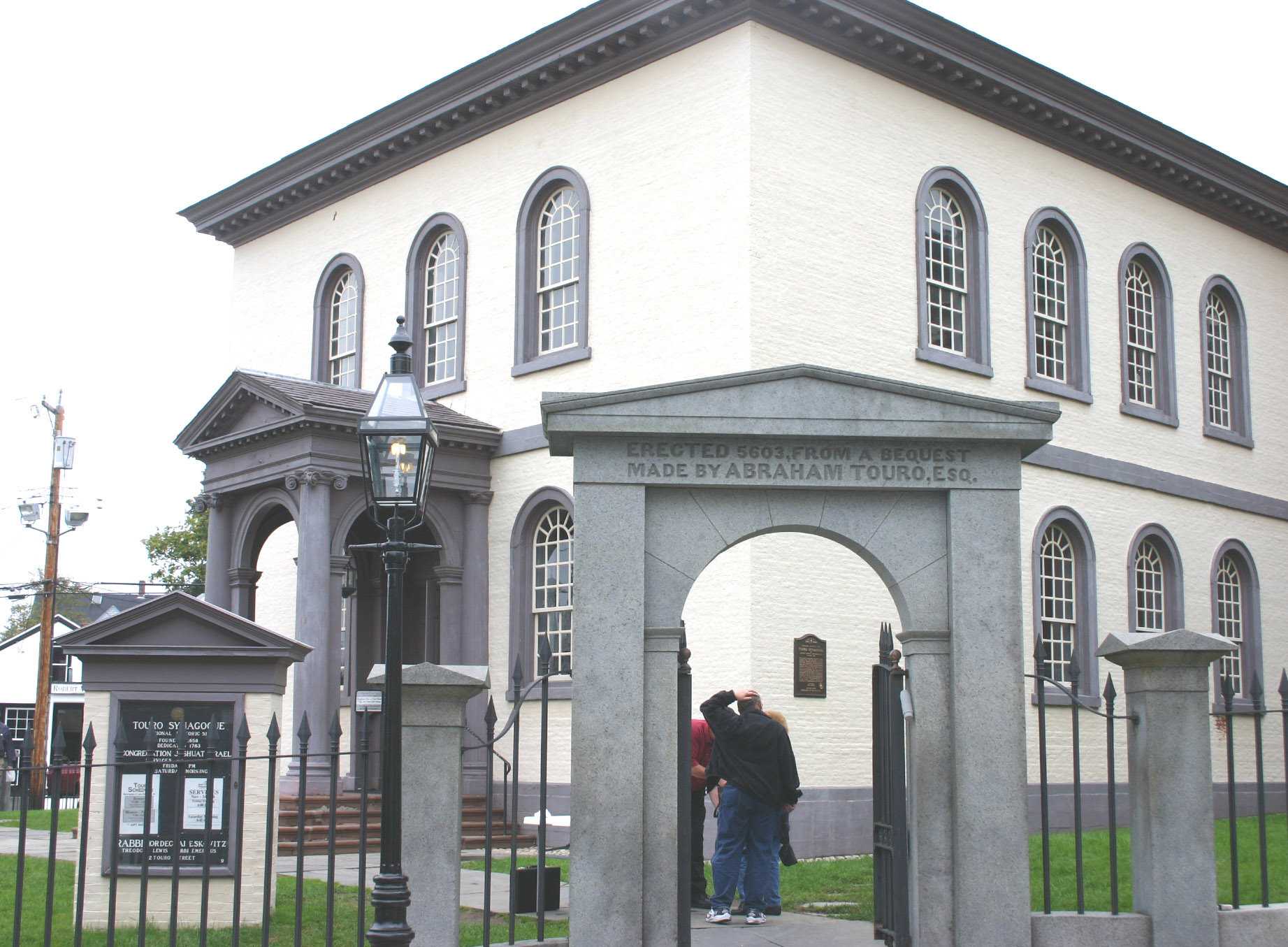
1759년 뉴포트에 지어진 투로 시나고그는 미국에서 가장 오래된 현존하는 시나고그이다.

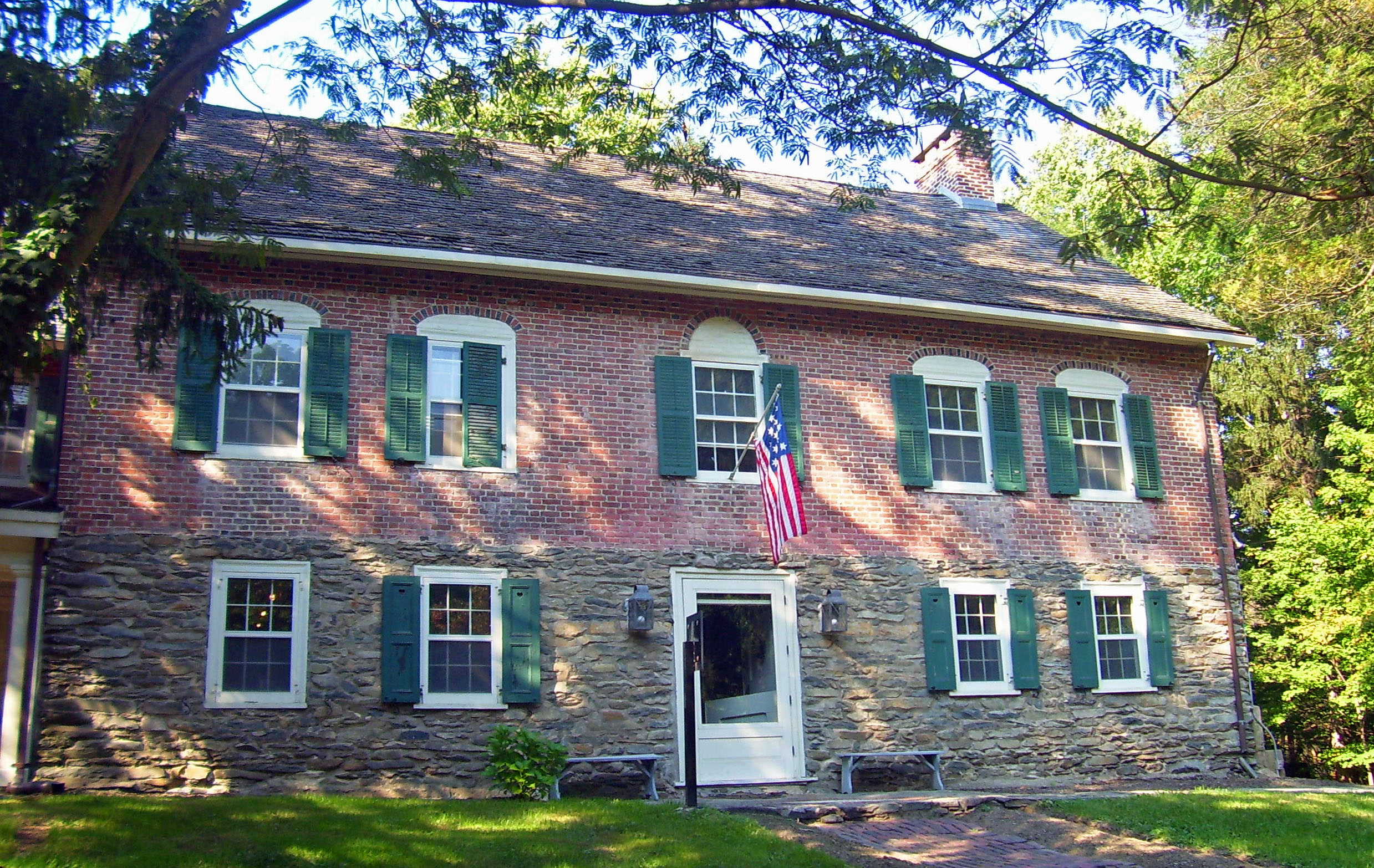
1714년 포르투갈 출신 세파르딤 유대인이 말보로 근처에 지은 고메즈 밀 하우스. 미국에서 가장 오래된 유대인 주택이다.

스페인 정복자이자 마라노였던 루이스 데 카르바할 이 쿠에바는 1570년에 현재의 텍사스에 처음 발을 들였다. 미국 땅에 처음 발을 들인 유대인 혈통의 인물은 1584년 요아힘 간스였다. 엘리아스 레가르드(일명 레가르도)는 1621년 아비가일 호를 타고 버지니아 제임스 시티에 도착한 세파르딤 유대인이었다. 레온 휴너에 따르면, 레가르드는 프랑스 랑그도크 출신으로, 포도주용 포도 재배 방법을 가르치기 위해 식민지로 고용되었다. 엘리아스 레가르드는 1624년 2월 엘리자베스 시티의 버크로에 살고 있었다. 레가르드는 프랑스 비단 제조업자이자 포도 재배자(포도주 양조를 위한 포도밭 재배자)인 안토니 보날의 고용인이었는데, 그는 제임스 1세의 누에 관리인이었던 존 보날이 식민지로 보낸 랑그도크 출신 중 한 명이었다. 1628년, 레가르드는 엘리자베스 시티의 해리스 크릭 서쪽 제방에 100 에이커 (40 ha)를 임대했다. 요제프 모스(Josef Mosse)와 레베카 이자케(Rebecca Isaake)는 1624년 엘리자베스 시티에서 기록되어 있다. 존 레비는 1648년경 버지니아주 파월스 크릭의 본류에 200 에이커 (81 ha)의 토지를 특허받았고, 런던에서 그의 형제 아마소 데 토레스와 거래하던 알비노 루포도 있었다. 실베도와 마누엘 로드리게스라는 두 형제는 1650년경 버지니아주 랭커스터 카운티에 기록되어 있다. 버지니아의 어떤 유대인도 어떤 조건으로도 떠나도록 강요받지 않았다.
유대인 상인 솔로몬 프랑코는 1649년 보스턴에 도착했다. 그는 그곳의 청교도들로부터 다음 네덜란드행 배편으로 떠나는 조건으로 생활비를 받았다. 1654년 9월, 나팔절 직전, 당시 네덜란드 식민지였던 브라질 헤시피에서 온 네덜란드 세파르딤 공동체의 23명의 유대인이 니우암스테르담 (뉴욕)에 도착했다. 페터르 스타위베산트 총독은 다른 종교를 차별하여 자신의 화란 개혁교회를 강화하려 했지만, 종교적 다원주의는 이미 네덜란드의 전통이었고 암스테르담의 네덜란드 서인도 회사의 상사들은 그를 무시했다. 1664년에 영국은 뉴암스테르담을 정복하고 뉴욕으로 이름을 바꾸었다.

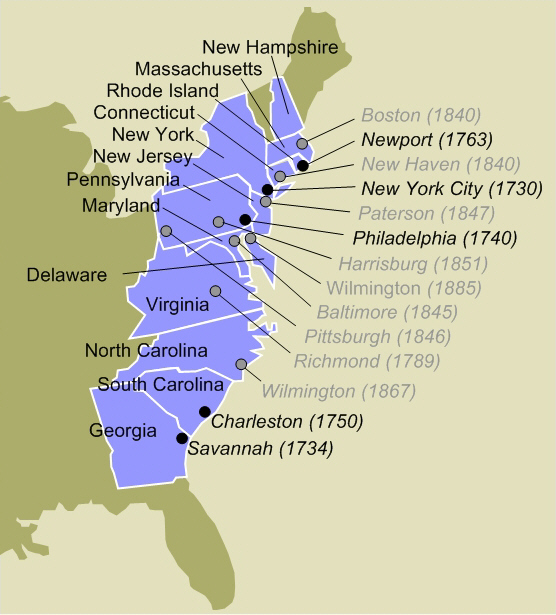
13개 영국 북미 식민지의 유대인 회중 지도.

종교적 관용은 다른 식민지에서도 확립되었다. 사우스캐롤라이나 식민지 헌장은 "유대인, 이교도, 비동의자"를 명시적으로 언급하며 모든 정착민에게 양심의 자유를 부여했다. 그 결과, 찰스턴은 세파르딤 정착민의 오랜 역사를 가지고 있으며, 1816년에는 600명이 넘는 인구로 당시 미국에서 가장 큰 유대인 인구를 자랑했다. 세파르딤 네덜란드 유대인들은 또한 뉴포트(이곳에는 미국에서 가장 오래된 현존하는 시나고그 건물인 투로 시나고그가 서 있다), 서배너, 필라델피아, 볼티모어의 초기 정착민 중 하나였다. 뉴욕에서는 셰아리스 이스라엘 회중이 1687년에 시작된 가장 오래된 연속적인 회중이며, 1728년에 첫 시나고그가 세워졌고, 현재 건물에는 그 첫 건물의 일부 원본 조각이 보관되어 있다.

## 혁명 시대
미국 독립 전쟁이 시작된 1776년 무렵, 영국 북아메리카 식민지에는 약 2,000명의 유대인이 살고 있었는데, 대부분은 네덜란드 공화국, 그레이트브리튼 왕국, 이베리아반도에서 이민 온 세파르딤 유대인이었다. 많은 미국 유대인들은 애국자 대의를 지지했으며, 일부는 대륙육군에 입대했다. 사우스캐롤라이나 식민지 농장주 프랜시스 살바도르는 전쟁 중 전사한 최초의 미국 유대인이 되었고, 사업가 하임 솔로몬은 자유의 아들들의 뉴욕 지부에 가입하여 대륙육군의 주요 재정가 중 한 명이 되었다. 애국자 진영에서 가장 높은 계급의 유대인 장교는 모르데차이 셰프탈 대령이었다. 준장 모세 헤이즌이 유대인이었는지는 여전히 역사가들 사이에서 논쟁의 대상이다. 다른 미국 유대인들, 예를 들어 데이비드 프랭크스 (프랭크스는 전속부관으로 아널드를 섬겼다)는 1780년 아널드의 영국으로의 망명 중 대륙군 장교 베네딕트 아널드와의 연관성으로 인해 고통받았다.
미국 대통령 조지 워싱턴은 1790년 8월 17일자 편지에서 뉴포트의 세파르딤 회중에게 다음과 같이 썼다.
이 땅에 사는 아브라함의 후손들이 계속해서 다른 주민들의 선의를 누리기를 바랍니다. 모든 이가 자기 포도나무와 무화과나무 아래 안전히 앉아 두려워할 자가 없게 하소서. 
18세기 동안 뉴포트에는 작은 유대인 공동체가 발전했다. 여기에는 마을의 노예 무역 참여에 중요한 역할을 한 유대인 상인 아론 로페즈도 포함되었다.
1790년, 약 2,500명 규모의 미국 유대인 공동체는 비기독교인의 공직 및 투표를 금지하는 다양한 주의 법적 제한에 직면했지만, 델라웨어, 펜실베이니아, 사우스캐롤라이나, 조지아주 정부는 곧 이러한 장벽을 제거했으며, 1791년 미국 권리장전도 일반적으로 그렇게 했다. 세파르딤 유대인들은 "가장 수가 많았던 5개 주에서 정치적 평등을 달성"한 후 1790년대에 지역 사회 활동에 적극적으로 참여했다. 다른 장벽들은 로드아일랜드 (1842년), 노스캐롤라이나 (1868년), 뉴햄프셔 (1877년)에서 수십 년 동안 공식적으로 사라지지 않았다. 종종 불균등하게 시행되던 이러한 제한에도 불구하고, 17세기와 18세기 미국에는 유대인이 너무 적어 반유대인 사건이 당시 중요한 사회적 또는 정치적 현상이 될 수 없었다. 미국 독립 혁명 이후 유대인들이 관용에서 완전한 시민적, 정치적 평등으로 진화하면서 반유대주의가 유럽처럼 일반화되지 않도록 하는 데 도움이 되었다.

## 19세기
자신들의 동포의 삶을 개선하기 위한 전통적인 종교적, 문화적 가르침에 따라, 미국에 거주하는 유대인들은 19세기 초에 그들의 공동체를 조직하기 시작했다. 초기 사례로는 1801년 사우스캐롤라이나 찰스턴에 세워진 유대인 고아원과 1806년 뉴욕에 설립된 최초의 유대인 학교 폴로니스 탈무드 토라가 있다. 1843년에는 미국 최초의 전국적인 세속 유대인 조직인 브네이 브리스가 설립되었다.
텍사스 유대인들은 16세기 유럽인 탐험가들이 처음 도착한 이래로 텍사스 역사의 일부였다. 스페인령 텍사스는 쉽게 식별할 수 있는 유대인들을 환영하지 않았지만, 그들은 어쨌든 왔다. 하오 데 라 포르타는 1816년 장 라피트와 함께 갤버스턴에 있었고, 모리스 헨리는 1820년대 후반 벨라스코에 있었다. 유대인들은 1836년 텍사스 혁명 군대에서 싸웠는데, 일부는 골리아드의 패닌과 함께, 다른 일부는 샌재신토에서 싸웠다. 앨버트 레비 박사는 1835년 혁명적인 텍사스 군대의 외과 의사가 되었고, 베하르 전투에 참여했으며, 다음 해에는 텍사스 해군에 합류했다.
1840년경, 유대인들은 미국 인구조사에서 집계된 1,700만 명의 미국인 중 15,000명 정도의 작지만 안정적인 중산층 소수 민족을 구성했다. 유대인들은 비유대인들과 상당히 자유롭게 통혼했으며, 이는 적어도 1세기 전부터 시작된 추세를 이어갔다. 그러나 1848년까지 이민이 증가하여 유대인 인구가 50,000명에 달하자, 신문, 문학, 드라마, 예술 및 대중문화에서 유대인에 대한 부정적인 고정관념이 더욱 흔해졌고, 물리적 공격이 더 빈번해졌다.
19세기(특히 1840년대와 1850년대)에는 유대인 이민이 주로 독일 출신 아슈케나짐에 의해 이루어졌는데, 이는 하스칼라 또는 유대인 계몽주의를 경험한 자유주의적이고 교육받은 인구를 데려왔다. 이 독일 이민자들에 의해 19세기 미국에서 주요 유대교 종파 중 두 가지가 설립되었다. 즉, (독일 개혁 유대교에서 파생된) 개혁파 유대교와 개혁파 유대교의 자유로움에 대한 반작용으로 생겨난 보수파 유대교이다.

### 남북 전쟁

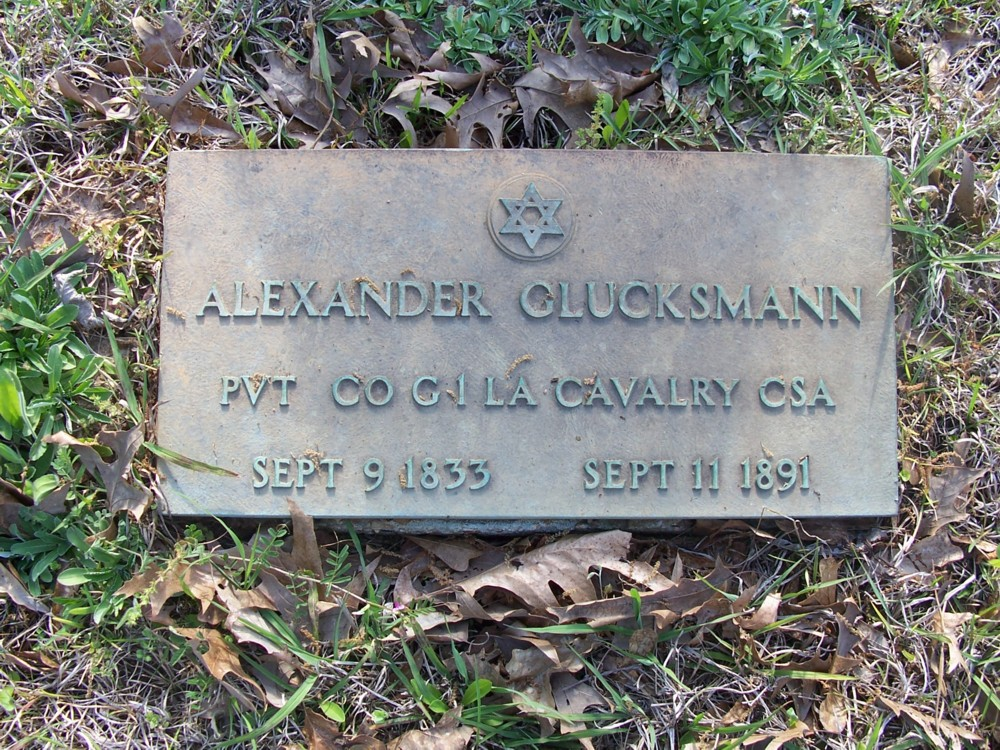
남군 유대인 병사의 무덤, 클린턴 근처.

남북 전쟁 중, 약 3,000명의 유대인(미국 내 약 15만 명의 유대인 중)이 남군에서 싸웠고, 7,000명이 북군에서 싸웠다. 유대인들은 또한 양측에서 리더십 역할을 수행했으며, 북군에는 9명의 유대인 장군이 복무했는데, 그 중 가장 주목할 만한 인물은 에드워드 S. 살로몬 준장(29세에 준장 계급에 도달)과 프레데릭 크네플러였다. 또한 북군을 위해 싸운 21명의 유대인 대령이 있었는데, 그 중에는 오하이오 출신의 마커스 M. 스피겔이 있었다. 그리고 맥스 프리드먼은 카메론의 드라군 또는 카메론 드라군으로 알려진 펜실베이니아 65 연대 5 기병대를 지휘했는데, 이 부대에는 필라델피아 출신의 많은 독일계 유대인 이민자들이 포함되어 있었다. 수십 명의 유대인 장교들도 남군에서 싸웠는데, 특히 미국 육군사관학교 졸업생이자 남군의 보급감이었던 에이브러햄 찰스 마이어스 대령이 가장 주목할 만하다.
주다 P. 벤저민은 남부맹방 국무장관과 전쟁장관 대행을 역임했다.
몇몇 유대인 은행가들은 남북 전쟁 양측에 정부 자금을 제공하는 데 중요한 역할을 했다. 슈파이어 가문과 셀리그먼 가문은 북군에, 에밀 얼랭어와 컴퍼니는 남군에 자금을 제공했다.
1862년 12월, 율리시스 S. 그랜트 소장은 밀수된 면화의 불법 거래에 분노하여 자신이 통제하는 서부 테네시주, 미시시피주, 켄터키주 지역에서 유대인을 추방하는 제11호 일반 명령을 발표했다.
재무부 및 부서 명령에 의해 확립된 모든 무역 규정을 위반하는 계층으로서 유대인들은 이 명령을 받은 지 24시간 이내에 추방된다.
유대인들은 에이브러햄 링컨 대통령에게 호소했고, 링컨 대통령은 즉시 그랜트 장군에게 명령을 철회하라고 지시했다. 사르나는 당시 "수많은 형태의 반유대인 불관용이 급증했다"고 언급했다. 그러나 사르나는 이 사건의 장기적인 영향이 매우 긍정적이었다고 결론 내린다.
이는 또한 유대인들에게 편견에 맞서 싸워 승리할 수 있다는 지식, 심지어 저명한 장군을 상대로도 승리할 수 있다는 지식을 부여했다. 그랜트의 명령이 뒤집힌 것은, 특히 채플린 사건의 승리에 더하여, 유대인 공동체를 상당히 강화하고 자신감을 높였다. 이러한 성공은 또한 미국 법과 가치에 기반한 평등 주장을 바탕으로, 공무원의 도움을 받아 편견에 맞서 싸우고 유대인의 소수자 권리를 옹호하는 적극적인 유대인 공동체 정책을 입증했다.

### 정치 참여
유대인들은 또한 미국에서 정치 집단으로 조직되기 시작했는데, 특히 1840년 다마스쿠스 혈해 사건에 대한 미국의 반응에 대응하여 더욱 그러했다. 미국 하원 최초의 유대인 의원인 루이스 찰스 레빈과 데이비드 레비 율리 상원의원은 1845년에 선출되었다 (율리는 다음 해에 미국 성공회로 개종했지만). 그러나 공식적인 정부의 반유대주의는 계속되었는데, 뉴햄프셔주는 1877년에야 유대인과 가톨릭 신자에게 평등을 제공했으며, 이는 그렇게 한 마지막 주였다.
그랜트는 그의 전시 명령을 매우 후회했으며, 공개적으로 사과했다. 1869년 대통령이 되었을 때, 그는 보상하려 했다. 사르나는 다음과 같이 주장한다.
편견을 초월했음을 입증하고자 열망했던 그랜트는 그 어떤 전임자보다 많은 유대인을 공직에 임명했고, 인권의 이름으로 러시아와 루마니아의 박해받는 유대인들에게 전례 없는 지원을 제공했다. 거듭해서, 부분적으로는 미국인이라는 것이 무엇을 의미하는지에 대한 확장된 시야의 결과로, 부분적으로는 제11호 일반 명령의 오명을 씻기 위해, 그랜트는 유대인들을 돕고 그들의 평등을 확보하기 위해 의식적으로 노력했다. ... 그의 임명과 정책을 통해 그랜트는 '기독교 국가'를 요구하는 목소리를 거부하고 유대인들을 미국 사회의 내부자로, "우리 인민"의 일부로 포용했다. 그의 행정부 동안 유대인들은 국가적 차원에서 지위가 향상되었고, 반유대주의적 편견은 감소했으며, 유대인들은 인권에 대한 민감성과 종교 간 협력을 특징으로 하는 자유주의 시대에 대해 낙관적으로 기대했다.

### 은행업
19세기 중반, 독일계 유대인들이 여러 투자은행을 설립했는데, 이들은 후에 업계의 핵심이 되었다. 미국에서 가장 유명한 유대계 은행들은 상업은행이라기보다는 투자은행이었다. 주요 은행으로는 골드만삭스 (새뮤얼 작스와 마르쿠스 골드만 설립), 쿤 로브 (솔로몬 로브와 제이콥 쉬프), 리먼 브라더스 (헨리 리먼), 살로몬 브라더스, 바셰 & Co. (쥘 바셰 설립) 등이 있었다. J. & W. 셀리그먼 & Co.는 1860년대부터 1920년대까지 큰 투자은행이었다. 1930년대에 이르러서는 사설 투자은행업에서 유대인의 입지가 급격히 감소했다.

### 서부 정착
19세기에 유대인들은 미국 서부 전역에 정착하기 시작했다. 대다수는 이민자였으며, 독일계 유대인들이 19세기 초 미국과 따라서 서부 주 및 준주로 이주하는 물결의 대부분을 차지했고, 동유럽 유대인들은 세기 말에 더 많은 수로 이주하여 서부 이주 물결의 대부분을 차지했다. 1849년 캘리포니아 골드러시 이후, 유대인들은 서해안에 특히 두드러지게 정착했으며, 포틀랜드, 시애틀, 그리고 특히 샌프란시스코에 중요한 정착지를 형성하여 이 도시는 미국에서 두 번째로 큰 유대인 도시가 되었다.
아르노 쉬머, 칸, 톨 (2009)은 유대인들이 서부 사회에서 발견한 창의적인 자유를 강조하며, 이는 그들을 과거의 전통으로부터 해방시키고 기업가 정신, 자선 활동, 시민 리더십에 대한 새로운 기회를 열어주었다. 출신지에 상관없이, 많은 초기 유대인 정착민들은 상인이 되기 전에 행상인으로 일했다. 수많은 기업가들이 샌프란시스코와 같은 대도시에서 광업을 지원하기 위해 상점을 열었으며, 데드우드와 비즈비와 같은 작은 공동체에서도 자원이 풍부한 서부 전역에서 번성했다. 가장 인기 있는 전문 분야는 의류 상인이며, 그 다음으로는 소규모 제조 및 일반 소매업이었다. 예를 들어, 리바이 스트라우스 (1829년 – 1902년)는 의류, 침구 및 잡화 도매업자로 시작했으며, 1873년에는 광부들에게 즉각적인 인기를 얻은 최초의 청바지를 선보였고, 나중에는 캐주얼한 도시 의류로 자리 잡았다. 모두가 이주민이었으며, 아르노 쉬머, 칸, 톨 (2009)에 따르면 유대인들은 일반적으로 차별의 징후가 거의 없이 받아들여졌다.
많은 서부 유대인 이민자들이 상인으로서 성공을 거두었지만, 다른 이들은 은행가, 광부, 운송업자, 목장주, 농부로 일했다. 오토 미어스는 콜로라도 전역에 철도를 건설하는 데 도움을 주었고, 솔로몬 비보는 아코마 푸에블로 인디언의 총독이 되었다. 이들은 서부에서 명성을 얻은 유일한 유대인 이민자들은 아니지만, 유대인 정착민들이 추구했던 다양한 길을 보여주는 데 도움이 된다. 히브리 이민자 지원 협회와 모리스 드 히르시 남작의 유대인 농업 협회와 같은 조직은 유럽에서 도착하는 신규 유대인들을 어퍼 미드웨스트, 남서부, 극서부의 정착지와 연결하는 통로 역할을 했다. 다른 경우에는 가족 관계가 더 많은 유대인들을 서부로 끌어들이는 주요 네트워크 역할을 했다.
진네트 아브람스는 유대인 여성들이 서부 전역에 유대인 공동체를 설립하는 데 중요한 역할을 했다고 설득력 있게 주장한다. 예를 들어, 애리조나주 최초의 회당인 투손의 이마누엘 회당은 지역 히브리 여성 자선 단체에 의해 설립되었으며, 이는 서부의 많은 회당의 경우와 마찬가지였다. 마찬가지로, 많은 유대인 활동가와 지역 사회 지도자들은 시와 주 정치에서 두각을 나타냈으며, 그들의 유대인 정체성에 거의 관심을 두지 않고 공직에 당선되었다. 그들은 개혁 회중을 설립했고 일반적으로 1940년대까지 시온주의를 거의 지지하지 않았다.
20세기에는 로스앤젤레스 도시권이 미국에서 두 번째로 큰 유대인 기반이 되었다. 그곳에 온 신규 이주민 중 가장 극적인 인물들은 할리우드에 있었는데, 1920년 이후 유대인 제작자들이 영화 산업에서 지배적인 세력이었다.

## 1880–1925년

### 아슈케나짐 이민

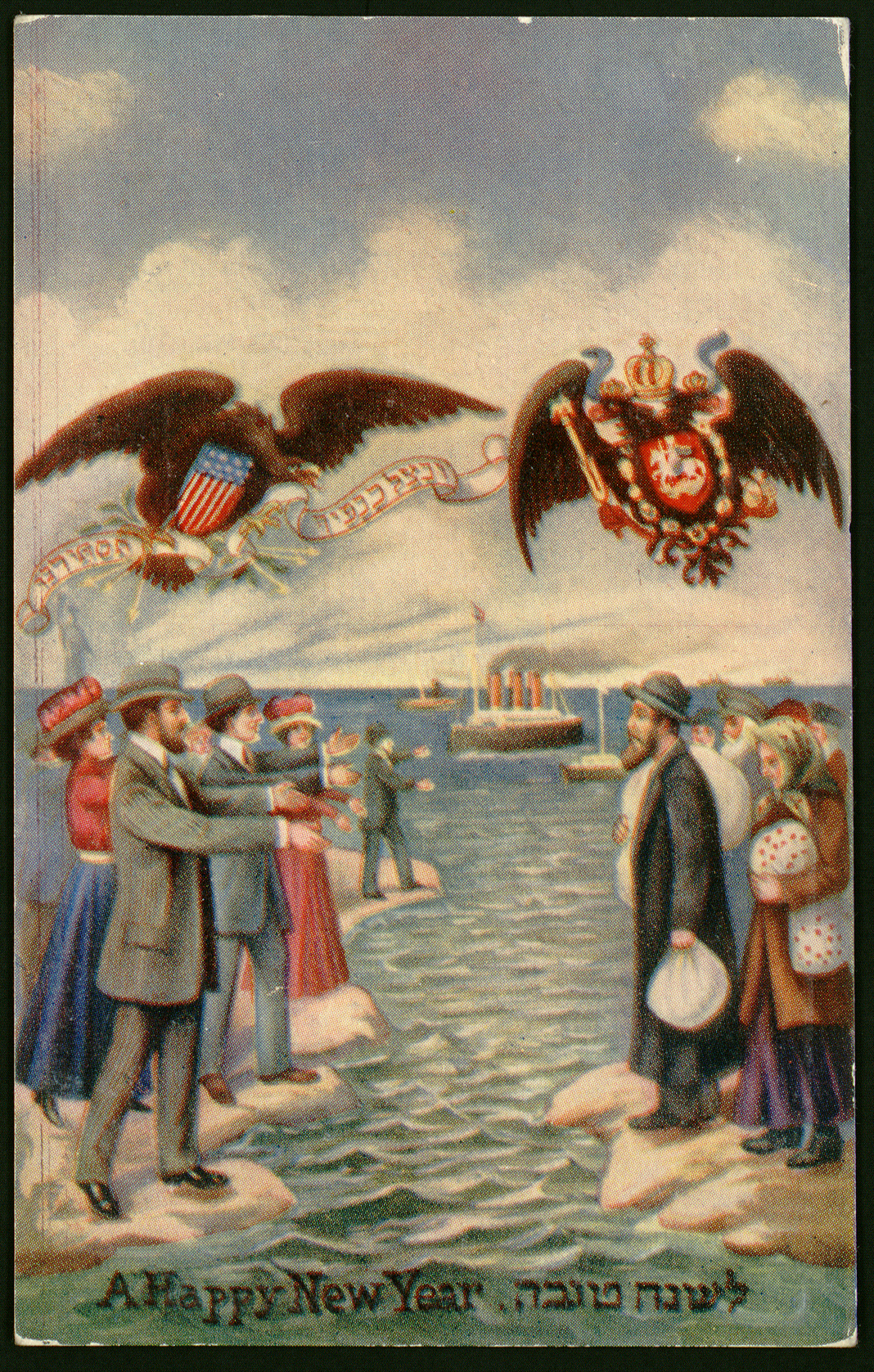
20세기 초 나팔절 인사 카드에서, 짐을 짊어진 러시아 유대인들이 미국 친척들이 그들을 미국으로 부르는 것을 응시한다. 1881년부터 1924년까지 2백만 명이 넘는 유대인들이 러시아 제국의 포그롬을 피해 미국으로 안전하게 도피했다.

초기 이민 운동 중 러시아 제국과 인접 국가들로부터의 이민만큼 중요성과 규모를 가정한 것은 없었다. 19세기 마지막 20년과 20세기 첫 4분기 사이에 동유럽과 남유럽에서 대규모 유대인들의 대규모 이민이 있었다. 이 기간 동안 280만 명의 유럽 유대인이 미국으로 이민 왔으며, 그 중 94%는 동유럽에서 왔다. 주로 러시아령 폴란드 및 러시아 제국의 다른 지역에 있는 디아스포라 공동체에서 온 이 이민은 1821년에 시작되었지만, 1870년에 독일 이민이 감소한 후에야 특히 주목할 만해졌다. 뒤이은 10년 동안 거의 5만 명의 러시아, 폴란드, 갈리치아, 루마니아 유대인이 미국으로 갔지만, 1880년대 초 러시아의 반유대인 폭동인 포그롬이 발생할 때까지는 이민이 비정상적인 규모를 띠지 않았다. 러시아에서만 이민은 1871-80년 10년간 연평균 4,100명에서 1881-90년 10년간 연평균 20,700명으로 증가했다. 지난 세기 동안의 반유대주의와 공식적인 박해 조치들은 경제적 자유와 기회에 대한 열망과 결합하여 지난 세기 동안 러시아와 중앙유럽에서 유대인 이민자들의 지속적인 흐름을 유발했다.
1900년에 시작된 러시아의 포그롬은 많은 유대인들이 미국에서 피난처를 찾도록 강요했다. 이 이민자들의 대부분은 동부 해안에 도착했지만, 많은 이들이 갤버스턴 운동의 일환으로 텍사스와 서부 주 및 준주에 정착했다. 1915년에는 뉴욕 시에서만 일일 이디시어 신문의 발행 부수가 50만 부에 달했고, 전국적으로는 60만 부였다. 게다가 수천 명이 넘는 사람들이 수많은 주간 이디시어 신문과 여러 잡지를 구독했다. 이디시어 극장은 많은 사람들이 관람했으며, 1920년대에 할리우드로 진출한 연기자와 제작자들에게 훈련의 장이 되었다.

#### 러시아 포그롬에 대한 대응
19세기 후반과 20세기 초반에 반복된 대규모 살인적인 포그롬은 미국 여론을 점점 더 분노하게 만들었다. 미국에 잘 정착한 독일계 유대인들은 러시아 포그롬의 직접적인 영향을 받지는 않았지만, 잘 조직되어 워싱턴이 러시아 유대인들의 대의를 지지하도록 설득했다. 오스카 스트라우스, 제이콥 쉬프, 마이어 줄츠버거, 스티븐 사무엘 와이즈 랍비의 주도로 그들은 항의 집회를 조직하고 홍보 활동을 펼치며 시어도어 루스벨트 대통령과 존 헤이 국무장관을 만났다. 스튜어트 E. 니는 1903년 4월 루스벨트가 수천 명의 기독교 주요 공공 및 교회 지도자들이 서명한 363통의 주소록, 107통의 편지, 24개의 청원서를 받았다고 보고한다. 그들은 모두 차르에게 유대인 박해를 중단할 것을 요구했다. 수십 개 도시에서 대규모 집회가 열렸고, 5월에는 뉴욕 카네기 홀에서 절정에 달했다. 차르는 약간 물러나 키시뇨프 포그롬 이후 한 지역 공무원을 해고했으며, 루스벨트는 이를 명시적으로 비난했다. 그러나 루스벨트는 러시아와 일본 간의 전쟁을 중재하고 있었기 때문에 공개적으로 편을 들 수 없었다. 따라서 헤이 국무장관이 워싱턴에서 주도권을 잡았다. 마침내 루스벨트는 차르에게 청원서를 보냈으나, 차르는 유대인에게 책임이 있다고 주장하며 이를 거부했다. 루스벨트는 1904년 압도적인 재선에서 유대인들의 지지를 얻었다. 포그롬은 계속되었고, 수십만 명의 유대인들이 러시아를 탈출하여 대부분 런던이나 뉴욕으로 향했다. 미국 여론이 러시아에 반대하는 쪽으로 돌아서자 의회는 1906년 공식적으로 러시아의 정책을 비난했다. 루스벨트는 새로운 국무장관 엘리후 루트와 마찬가지로 낮은 자세를 유지했다. 1906년 후반, 루스벨트는 최초의 유대인을 내각에 임명했다. 오스카 스트라우스는 상무노동장관이 되었다.

#### 동유럽 이민 제한 – 1924-1965년
1924년까지 중앙유럽과 동유럽에서 2백만 명의 유대인이 도착했다. 이 시기에 미국에서 증가하는 반이민 감정은 1924년 국적 할당량법으로 이어졌고, 이는 동유럽을 포함한 많은 지역에서의 이민을 엄격하게 제한했다. 유대인 공동체는 이민 제한에 반대하는 데 앞장섰다. 1930년대에는 나치 독일에서 온 유대인 난민들을 받아들이기 위해 열심히 노력했다. 그들은 거의 성공하지 못했다. 제한은 1965년까지 유효했으며, 1945년 이후 유럽 난민들에게 일시적인 기회가 주어졌지만 말이다.

## 지역 발전 1600년대 ~ 1900년대

### 일리노이주 시카고
1833년 시카고가 통합된 후 시카고에 정착한 최초의 유대인들은 아슈케나짐이었다. 1830년대 후반과 1840년대 초반에 독일 유대인들이 바이에른에서 주로 시카고에 도착했다. 시카고의 많은 유대인들은 행상인이 되거나 결국 상점을 열었으며, 일부는 더 큰 회사로 성장했다. 20세기 초, 동유럽의 포그롬을 피해 도망친 아슈케나짐들이 대거 유입되었다.

### 웨스트버지니아주 클락스버그
1900년 클락스버그, 웨스트버지니아의 의류 상인 7명 중 5명이 유대인이었고, 1930년대까지 이곳 유대인들은 주로 상인이었다. 회당 확장의 필요성 때문에 정통파 유대인 회중은 1939년에 더 작은 개혁파 그룹과 합병하여 절충적인 보수파 회중을 형성했고, 클락스버그의 유대인 공동체 생활은 이 회당을 중심으로 이루어졌다. 1950년대 중반에 약 300명으로 인구가 절정에 달했던 이 공동체는 여전히 약 30가구로 구성되어 있다.

### 캔자스주 위치타
캔자스주 위치타의 유대인들은 그들의 상황에 맞춰 독특하고 활기찬 민족-종교적 세계를 형성했다. 그들은 자본, 신용, 노하우를 가지고 서부로 이주했으며, 그들의 가족 사업은 동부의 가족 사업의 연장이었다. 그들은 교육, 리더십, 시민적 지위에서 두각을 나타냈다. 1880년대까지는 주로 독일 유대인이었던 그들의 외딴 위치와 적은 수로 인해 개혁파 유대교의 실천이 장려되었다. 1880년대 이후 동유럽에서 보수파 유대인들의 도착은 위치타 유대인 공동체에 긴장을 가져왔지만, 또한 민족-종교적 부흥을 일으켰다. 독일계 유대인들은 위치타 공동체에서 높은 존경을 받았으며, 이는 동유럽 신규 이민자들의 통합을 용이하게 했다. 유대인 공동체는 전통과 현대화 사이의 "역동적인 긴장"으로 특징지어졌다.

### 캘리포니아주 오클랜드
캘리포니아 오클랜드의 유대인 공동체는 많은 도시를 대표한다. 유대인들은 1850년대 오클랜드의 개척자 중 하나였으며, 중요한 역할을 했다. 초기에는 1862년에 설립된 오클랜드 히브리 자선 단체가 공동체의 종교적, 사회적, 자선적 중심지였다. 최초의 회당인 오클랜드 제1 히브리 회중은 1875년에 설립되었다. 템플 시나이로도 알려진 이 회당은 공동체의 종교적 및 장례 기능을 맡았다. 폴란드 출신 유대인들이 공동체에서 주류를 이루었으며, 대부분은 의류 산업의 어떤 측면에서 일했다. 저명한 작가인 데이비드 솔리스 코헨은 1870년대 오클랜드 유대인 공동체의 지도자였다. 1879년 오클랜드의 성장하는 유대인 공동체는 두 번째 회중인 엄격한 정통파 그룹 포엘 제덱을 조직했다. 여성 종교 단체들은 번성했으며, 그들의 자선 서비스는 유대인뿐만 아니라 도움이 필요한 이방인들에게까지 확장되었다. 오클랜드 유대교는 더 큰 샌프란시스코 공동체의 일부였지만, 자체적인 특징을 유지했다. 1881년 오클랜드 제1 히브리 회중은 마이어 솔로몬 레비를 랍비로 선출했다. 런던에서 태어난 레비는 전통적인 유대교를 실천했다. 오클랜드의 유대인들은 세속 및 종교 학교 모두에서 우수성을 추구하도록 강하게 압박받았다. 패니 번스타인은 1883년 캘리포니아 대학교 버클리 캠퍼스를 졸업한 최초의 유대인이었다. 제1 히브리 회중은 1887년에 75명의 어린이를 위한 안식일 학교를 후원했다.
오클랜드 유대교는 1880년대에 공공 문제 및 자선 사업에 적극적이었다. 마이어 S. 레비 랍비는 1885년 주 의회의 채플린이었다. 이스라엘 구제 자매회는 유대인 공동체 내부 및 외부에서 계속해서 선행을 베풀었다. 구세계 폴란드 유대인의 전통 회중인 베스 야콥은 제1 히브리 회중 구성원들과 우호적인 관계를 유지하면서도 자체적인 종교 의식을 유지했다. 유능한 사회 및 정치적 리더십은 데이비드 사무엘 히르슈버그로부터 나왔다. 1886년까지 그는 브네이 브리스 그랜드 롯지의 임원이었다. 그는 1883년에 앨러미다 카운티의 부보안관으로 재직했으며, 민주당 활동에 적극적이었다. 1885년 그는 샌프란시스코의 미국 조폐국 수석 서기로 임명되었다. 정치인으로서 그는 브네이 브리스에서의 직위를 정치 경력에 이용했다고 비난하는 비판자들도 있었다. 화재로 피해를 입은 샌프란시스코의 가난한 유대인 지구에서 온 난민들이 오클랜드에 오자, 회당은 즉각적인 지원을 제공했다. 도움이 필요한 사람들에게 음식과 의류가 제공되었고, 350명에게 잠자리가 제공되었다. 약 일주일 동안 회당은 하루 세 번 최대 500명에게 식사를 제공했다. 비용의 대부분은 회당의 유대인 여성 단체에서 지불했다.

### 루이지애나주 뉴올리언스
누아르 법전 때문에 유대인들은 1803년까지 프랑스령 루이지애나에서 배제되었다. 사우스캐롤라이나 출신의 세파르딤 유대인인 에이브러햄 코헨 라바트는 1830년대 루이지애나 최초의 유대인 회중을 설립하는 데 도움을 주었다. 로렌 출신의 유대인 이민자인 레온 고샤우는 1844년 의류 사업을 시작했다. 이시도르 뉴먼은 커낼가에 메종 블랑슈 상점을 설립했다. 1870년, 뉴올리언스의 엘리트 독일계 유대인들은 뉴올리언스에 개혁파 회중으로 설립된 최초의 시나고그인 시나이 사원을 설립했다. 뉴올리언스의 대부분의 유대인들은 남부맹방의 충성스러운 지지자였지만, 정통파 동유럽 유대인들은 개혁파 "업타운 독일인" 유대인들보다 수가 많지 않았다. 엘리자베스 D. A. 코헨은 루이지애나 최초의 여성 의사였다. 레온 C. 와이스는 휴이 롱 주지사가 가장 좋아하는 건축가가 되었고, 배턴루지에 새로운 주 의사당을 설계했다. 2005년 허리케인 카트리나 이후, 도시의 카트리나 이전 유대인 인구의 약 70%만이 돌아왔다.

### 메인주
유대인들은 200년 동안 메인주에 살아왔으며, 1840년대부터 방고르에, 그리고 1880년대부터 포틀랜드에 중요한 유대인 공동체가 있었다. 1785년 수스만 아브람스의 도착 이후, 미국의 유대인 이민 역사와 유사한 이민과 정착의 역사가 이어졌다. 이 다양한 메인주의 마을들로 사람들을 처음 이끌었던 것은 일자리에 대한 약속이었으며, 종종 메인주의 조선업, 목재 및 제분 산업을 지원하는 기회와 연관되어 있었다.

### 뉴욕주 뉴욕
1654년, 유대인들의 첫 번째 그룹은 브라질 헤시피에서 뉴암스테르담(이후 뉴욕)으로 피난민으로 왔다. 수년에 걸쳐 독일, 세파르딤, 아슈케나짐 유대인들이 계속해서 도착하여 도시의 역사와 문화 생활에 중요한 역할을 했다. 1800년대 후반과 20세기 초반, 동유럽의 포그롬을 피해 도망친 아슈케나짐들이 대거 유입되면서 1910년 뉴욕의 유대인 인구는 100만 명을 넘어섰는데, 이는 당시 전 세계 어떤 도시에서도 가장 큰 유대인 인구였다.

### 캘리포니아주 샌프란시스코
유대인들은 1848년부터 1855년까지 캘리포니아 골드러시 동안 샌프란시스코에 공동체를 형성했다. 최초의 청바지 회사인 리바이스를 설립한 리바이 스트라우스와 LGBT 인권 운동가이자 정치인인 하비 밀크는 샌프란시스코 출신의 유명한 유대인이었다.

## 진보 운동

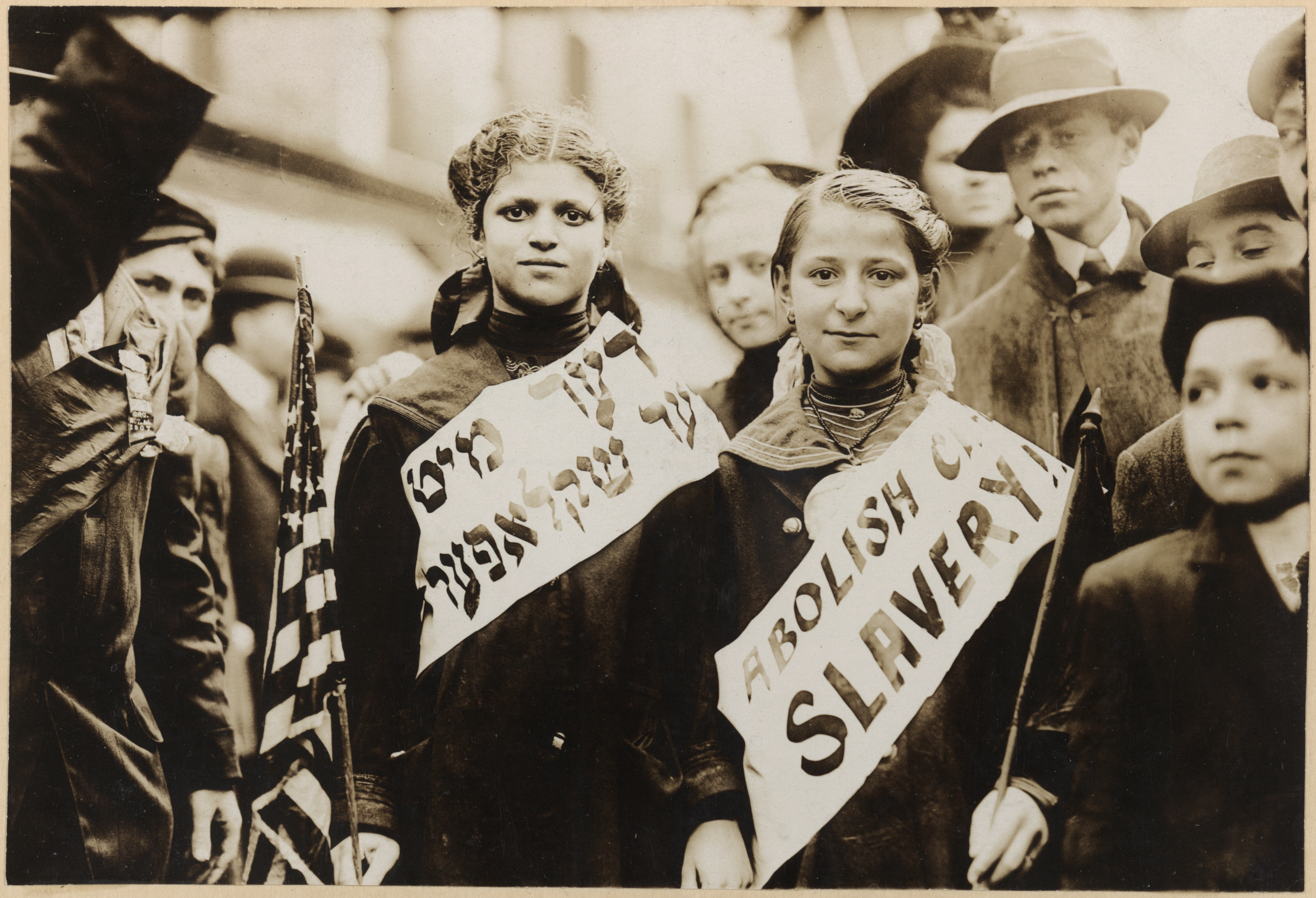
영어로 "아동 노예 제도를 폐지하라!!"는 구호가 적힌 배너를 두른 두 소녀의 반신 초상화. 이디시어로도 쓰여 있다. 아마도 1909년 5월 1일 뉴욕 노동 퍼레이드에서 촬영된 것으로 보인다.

중앙 및 동유럽에서 온 유대인들의 유입으로 유대인 공동체의 많은 구성원들이 노동 및 사회주의 운동에 매료되었고, 포르베르츠와 모르겐 프라이하이트와 같은 수많은 유대인 신문들은 사회주의적 성향을 띠었다. 노동자 서클 및 유대 인민 형제 기구와 같은 좌익 조직들은 제2차 세계 대전까지 유대인 공동체 생활에서 중요한 역할을 했다.
미국 유대인들은 거의 모든 중요한 사회 운동에 참여했을 뿐만 아니라, 노동자 권리, 시민권, 시민의 자유, 여성 권리, 종교의 자유, 평화 운동, 그리고 편견에 맞서 싸우는 것과 같은 다양한 진보적 대의를 증진하는 데 앞장섰다.

## 미국화
최근 이민자들의 미국 문화로의 급속한 동화는 미국화라고 불리며, 기성 독일 유대인들에게는 높은 우선순위였다. 제이콥 쉬프가 주요 역할을 했다. 부유한 독일계 유대인으로서 쉬프는 동유럽 유대인들에게 도움을 제공하는 주요 결정을 형성하고 이민 제한에 맞서 싸웠다. 개혁파 유대인이었던 그는 비록 보수파 프로젝트였지만 미국 유대신학교 설립을 지지했다. 그는 이전에 반대했던 시온주의의 변형된 형태를 선호하는 입장을 취했다. 무엇보다도 쉬프는 미국 유대인들이 유대인 세계와 미국 세계 모두에서 살 수 있으며, 이는 지속적인 미국 유대인 공동체를 가능하게 하는 균형을 창조한다고 믿었다.
1893년 시카고에서 설립된 전국 유대인 여성 협의회 (NCJW)는 새로 도착한 유대인 여성들의 자선 활동과 미국화를 장려했다. 동유럽 유대인 여성들과 소녀들의 곤경에 대응하여 NCJW는 이들의 여행을 돕기 위해 이민자 지원 부서를 설립했다. NCJW의 미국화 프로그램은 주택, 건강, 고용 문제로 이민자들을 돕고, 여성들이 사회화를 시작할 수 있는 단체와 연결하며, 강력한 유대인 정체성을 유지하도록 도우면서 영어 수업을 진행하는 것을 포함했다. 순응주의적이기보다는 다원주의적인 협의회는 제1차 세계 대전 후에도 미국화 노력을 계속하고 제한적인 이민법에 맞서 싸웠다. 그 활동의 최전선에는 정통파 공동체에서 무시되었던 유대인 소녀들의 종교 교육이 있었다.

## 자선활동
1820년대 이래 조직화된 자선활동은 미국 유대인 공동체의 핵심 가치였다. 대부분의 도시에서 자선 단체들은 유대인 공동체의 중심이며, 활동주의는 매우 중요하게 여겨진다. 현재 많은 기부금이 이스라엘뿐만 아니라 병원과 고등 교육으로 들어가고 있으며, 이전에는 가난한 유대인들에게 갔다. 이는 1880-1930년대에 부유한 독일 개혁파 유대인들이 가난한 정통파 신규 이민자들을 보조하고 그들의 미국화 과정을 돕는다는 것을 의미했으며, 따라서 문화적 격차를 해소하는 데 도움이 되었다. 이러한 통합은 1900-1930년대 이민 제한에 대한 정치적 논쟁으로 유대인들을 끌어들였다. 유대인들은 제한에 대한 주요 반대자였지만, 1924년에 그들의 통과를 막거나 1930년대에 히틀러의 난민 대부분을 막는 데 사용되는 것을 막을 수는 없었다.
줄리어스 로젠왈드 (1862–1932)는 1880년대 후반 시카고로 이주했다. 1895년에 절반 지분을 매입하여 작은 우편 주문 회사인 시어스를 미국 최대의 소매업체로 탈바꿈시켰다. 그는 부커 T. 워싱턴과 협력하여 특히 시골 흑인들의 곤경을 목표로 자선 활동에 자신의 부를 사용했다. 1917년부터 1932년까지 줄리어스 로젠왈드 재단은 흑인들을 위한 공립학교 5,357개를 설립했다. 그는 남부에 있는 흑인들을 위한 수많은 병원과 24개의 YMCA에 자금을 지원했으며, 전미 유색인 지위 향상 협회와 전국 도시 연맹에 주요 기부자였다. 시카고 대학교와 다양한 유대인 자선 단체에 대한 그의 주요 기부금은 비슷한 거대한 규모였다. 그는 시카고 과학산업박물관에 1,100만 달러를 지출했다.

## 리오 프랭크 린치 사건
1913년, 애틀랜타에 있는 유대인 공장 관리자 리오 프랭크는 그가 고용한 13세 기독교 소녀 메리 파간 살해 혐의로 유죄 판결을 받았다. 프랭크는 사형 선고를 받았다. 오늘날 연구자들의 합의는 프랭크가 부당하게 유죄 판결을 받았다는 것이다.
유대인에 대한 공격에 대응하여 1913년 10월, 지그문트 리빙스턴은 브네이 브리스의 후원으로 반명예훼손연맹 (ADL)을 설립했다. 리오 프랭크 사건은 ADL 설립을 발표할 때 아돌프 크라우스에 의해 언급되었지만, 이 단체 설립의 이유는 아니었다. ADL은 미국에서 반유대주의에 맞서 싸우는 주요 유대인 단체가 되었다.
1915년, 조지아 주지사 존 M. 슬레이턴은 프랭크의 사형 선고를 종신형으로 감형했다. 이 행동에 대한 대중의 분노로 인해 조지아 폭도들은 프랭크를 감옥에서 납치하여 린치했다.
1915년 11월 25일, 프랭크가 린치된 지 두 달 후, 윌리엄 조셉 시먼스가 이끄는 한 그룹이 스톤마운틴 정상에서 십자가를 불태우며 쿠 클럭스 클랜의 부활을 알렸다. 이 행사에는 15명의 창립 회원과 원조 클랜의 몇몇 나이든 생존자들이 참석했다. 클랜은 아나키스트, 공산주의자, 유대인들이 미국의 가치와 이상을 전복시키고 있다는 견해를 퍼뜨렸다.

## 제1차 세계 대전

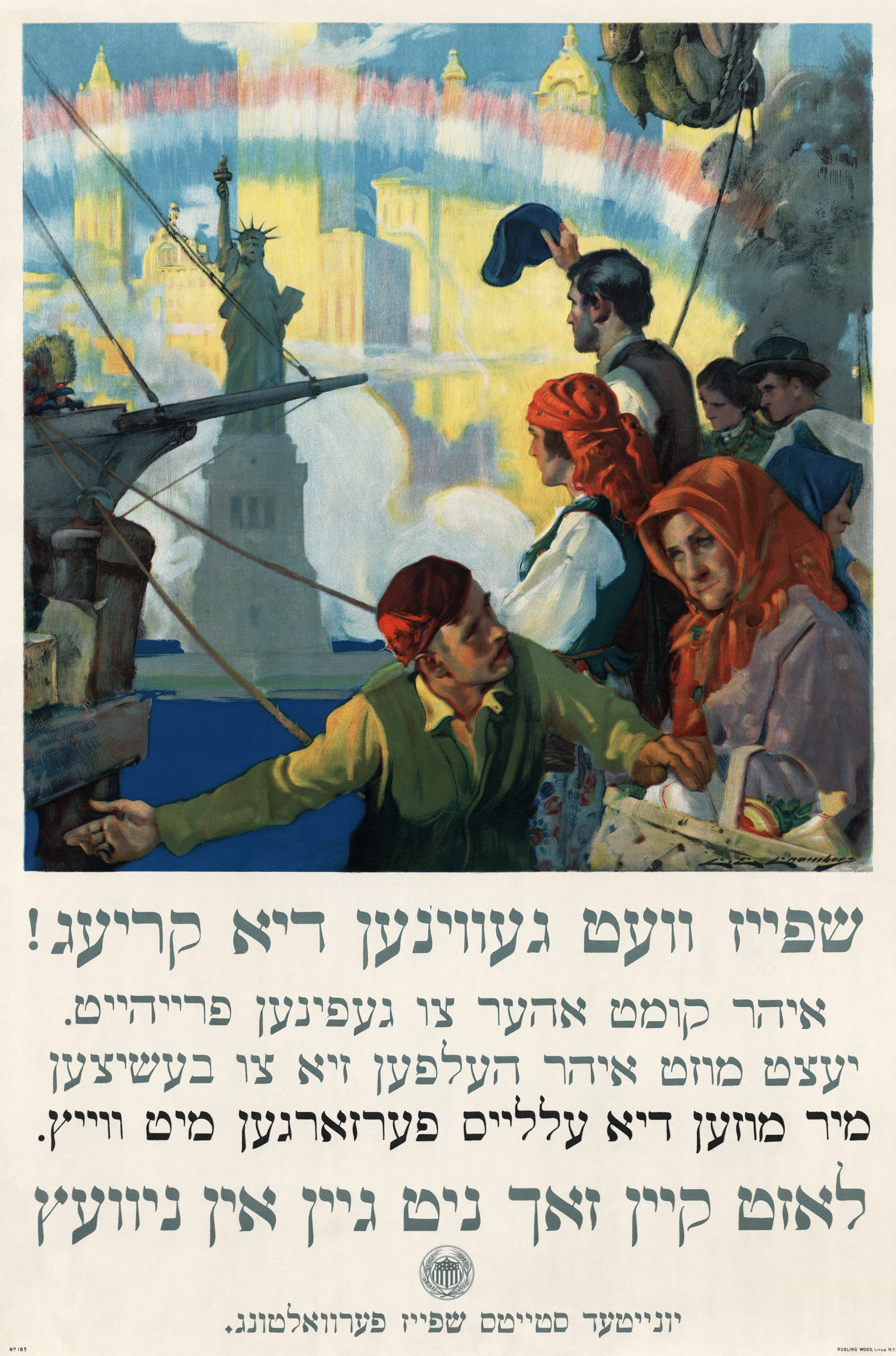
1917년 이디시어 제1차 세계 대전 포스터. 번역: "음식은 전쟁에서 승리할 것이다 – 당신은 자유를 찾아 이곳에 왔으니, 이제 그것을 지키는 데 도움을 주어야 한다 – 연합군에게 밀이 필요하다 – 아무것도 낭비하지 말라".

미국 유대인들의 동정도 민족적 노선을 따라 나뉘었으며, 최근에 도착한 이디시어를 사용하는 유대인들은 시온주의 지지를 선호했고, 기존의 독일계 미국인 유대인 공동체는 대체로 이에 반대했다. 1914–1916년에는 미국이 전쟁에 참전하는 것을 찬성하는 유대인 목소리가 거의 없었다. 많은 이들은 영국 정부를 유대인 이익에 적대적이라고 여겼다. 150만 명의 유대인 공동체를 가진 뉴욕은 반전 운동의 중심지였다.
유대인들에게 가장 큰 우려는 러시아 차르 체제였다. 포그롬을 용인하고 반유대주의 정책을 시행하는 것으로 악명이 높았기 때문이다. 역사가 조지프 라파포트가 전쟁 중 이디시어 언론 연구를 통해 보고한 바와 같이, "미국 이민자 유대인들의 친독일주의는 그들의 친러시아주의의 불가피한 결과였다." 1917년 3월 차르 체제의 붕괴는 차르주의를 지지하기를 거부했던 많은 유대인들에게 주요 장애물을 제거했다. 징집은 뉴욕 시에서 순조롭게 진행되었고, 시온주의자들이 전쟁을 이용하여 이스라엘 국가를 요구할 가능성을 보았을 때 전쟁에 대한 좌익의 반대는 거의 붕괴되었다.
제1차 세계 대전 중 미군에서 복무한 유대인의 수는 미국 전체 인구에서 차지하는 비율에 비해 불균형적이었다. 복무한 유대인 25만 명은 미군 전체의 약 5%를 차지했으며, 유대인들은 전체 인구의 3%에 불과했다.
1914년부터 미국 유대인 공동체는 유럽 전쟁 희생자들을 돕기 위해 자원을 동원했다. 이전에 볼 수 없었던 정도로 협력하여, 미국 유대인 공동체의 다양한 파벌들(미국 태생과 이민자, 개혁파, 정통파, 세속주의자, 사회주의자)이 뭉쳐 결국 미국 유대인 공동 배분 위원회로 알려지게 되었다. 총체적으로 미국 유대인들은 전쟁 기간 동안 6,300만 달러의 구호 기금을 모금했으며, 그 어느 때보다 유럽 유대인 문제에 더 깊이 관여하게 되었다.

## 1930년대와 제2차 세계 대전
초기 독일계 유대인들은 사업 지향적이었고 보수적인 공화당에 투표했지만, 1880년대부터 시작된 동유럽 유대인들의 물결은 더 자유주의적이거나 좌익적이었고 정치적 다수가 되었다. 많은 이들이 동유럽에 기반을 둔 사회주의 및 아나키스트 운동과 분트의 경험을 가지고 미국에 왔다. 많은 유대인들이 20세기 초 미국 노동 운동에서 지도적 위치에 올랐고, CIO와 민주당 정치에서 중요한 역할을 한 "바느질 산업"(의류 산업)에서 노동 조합을 설립하는 데 도움을 주었다. CIO의 시드니 힐먼은 1940년대 초 국가 차원에서 특히 강력했다. 1930년대에는 유대인들이 뉴딜의 가장 자유주의적인 프로그램에 강력한 지지를 보내며 뉴욕 시의 주요 정치적 요인이 되었다. 그러나 그들의 지도자들은 뉴욕 시의 민주당을 완전히 장악하고 있던 아일랜드인이 통제하는 태머니 홀에서 배제되었다. 따라서 그들은 미국 노동당과 뉴욕 자유당과 같은 제3당을 통해 활동했다. 1940년대에는 민주당 내부로 들어와 태머니 홀을 전복시키는 데 도움을 주었다. 그들은 뉴딜 연합의 주요 요소로 남아 시민권 운동에 특별한 지지를 보냈다. 그러나 1960년대 중반부터 흑인 권력 운동으로 인해 흑인과 유대인 사이에 점차 분리가 일어났지만, 두 그룹 모두 여전히 민주당 진영에 확고히 남아 있었다.
워싱턴에서는 FDR이 임명한 공직자 중 15%가 유대인이었으며, 1933년 헨리 모건소 주니어 재무장관과 1939년 펠릭스 프랑크푸르터 대법관과 같은 최고위직도 포함되었다. 루스벨트의 프로그램은 좌익이 원했던 자본주의를 전복시키기 위한 것이 아니라, 대신 노동계층 도시민들, 특히 지배적인 뉴딜 연합의 유권자와 조합원으로서 가톨릭 신자와 유대인들에게 경제적 기회를 창출했다. 루스벨트의 연합은 너무나 미묘해서 민족적 또는 인종적 긴장이 이를 갈라놓도록 할 여유가 없었다. 그의 의도적인 정책은 (1938년 수정의 밤까지) 나치 독일에서 벌어지는 잔학 행위나 대공황과 유럽의 국제 위기를 유대인 탓으로 돌리는 가톨릭 사제 찰스 코글린이 대표하는 국내 반유대주의를 공개적으로 비판하지 않는 것이었다. 루스벨트가 달성한 결과로, "자유주의 미국 유대인들에게 뉴딜은 독일 유대인들의 운명에 대한 우려를 미루는 것을 의미하더라도 싸워야 할 가치 있는 프로그램이었다." 헨리 페잉골드에 따르면, "유대인 유권자를 끌어들인 것은 루스벨트의 외교 정책보다는 뉴딜의 복지 국가적 측면이었다. 전쟁과 홀로코스트는 많은 유대인 유권자들의 좌익 정치적 정서를 강화하는 경향이 있었다."
1930년대, 미국 내 반유대주의 증가(미국의 반유대주의 역사 참조)는 엘리트 집단에서 미국 유대인의 삶에 대한 제한으로 이어졌다. 제한은 대부분 비공식적이었고 다양한 대학, 직업, 고급 주택 커뮤니티에서 유대인의 존재에 영향을 미쳤다. 많은 제한은 1920년대에 시작되었지만, 1930년대와 1940년대에 걸쳐 반유대주의 분위기가 증가하면서 대중화되고 더욱 광범위하게 시행되었다. 동부 해안, 중서부, 남부의 공립 및 사립 대학들은 학업 성적이 높더라도 유대인 지원자의 수를 제한했다. 하버드 대학교는 오직 성적만을 기준으로 학생들을 받아들이면 학생의 대다수가 유대인이 될 것이라고 믿었고, 같은 이유로 뉴저지 여성 대학 (현재의 더글러스 칼리지)은 유대인 지원자의 31%만 받아들였고, 다른 모든 지원자의 61%를 받아들였다. 유사한 패턴이 엘리트 직업과 공동체에서도 나타났다. 로펌은 유대인 변호사를 더 적게 고용했고, 병원은 유대인 의사에게 환자를 더 적게 주었으며, 대학은 유대인 교수를 더 적게 고용했다. 미국 전체에서 1930년에는 100명의 유대계 미국인 교수만이 고용되었다. 사회 클럽, 리조트, 호텔을 포함한 미국의 고급 주택 공동체들은 유대계 미국인들이 그들의 공동체에서 주택을 구매하고 방에 묵는 것을 막는 협약을 준수했다. 이러한 협약은 고급 공동체를 미국 "이방인"으로 제한했다.

### 나치 독일 난민
1934년에서 1943년 사이, 의회, 루스벨트 행정부, 그리고 여론은 유럽 유대인들의 운명에 대해 우려를 표명했지만, 대규모 유대인 난민 이민을 허용하는 것을 일관되게 거부했다. 국무부가 발표한 보고서에서 스튜어트 아이젠스타트 국무차관은 미국이 유럽에서 2만1천 명의 난민만을 수용했으며, 제한적인 할당량을 크게 늘리거나 심지어 채우지도 않았고, 중립 유럽 국가들보다 1인당 유대인 수를 훨씬 적게, 그리고 스위스보다 절대적인 수로도 적게 받아들였다고 언급했다.
데이비드 와이먼에 따르면, "미국과 동맹국들은 유대인들을 구하기 위해 거의 아무것도 시도하려 하지 않았다."

### MS 세인트루이스호
SS 세인트루이스호는 1939년 5월 독일에서 936명의 (주로 독일인) 유대인 난민을 싣고 출항했다. 1939년 6월 4일, 플로리다와 쿠바 사이의 카리브해에서 대기하던 이 배는 프랭클린 D. 루스벨트 대통령의 명령으로 하역 허가를 거부당했다. 처음에는 루스벨트가 탑승자 중 일부를 받아들일 의향을 약간 보였지만, 1924년 이민법은 이를 불법으로 만들었고 여론은 강력히 반대했다. 배는 유럽으로 돌아갔다. 승객 중 620명은 결국 유럽 대륙에서 받아들여졌고, 이 중 365명만이 홀로코스트에서 살아남았다.

### 이민 제한

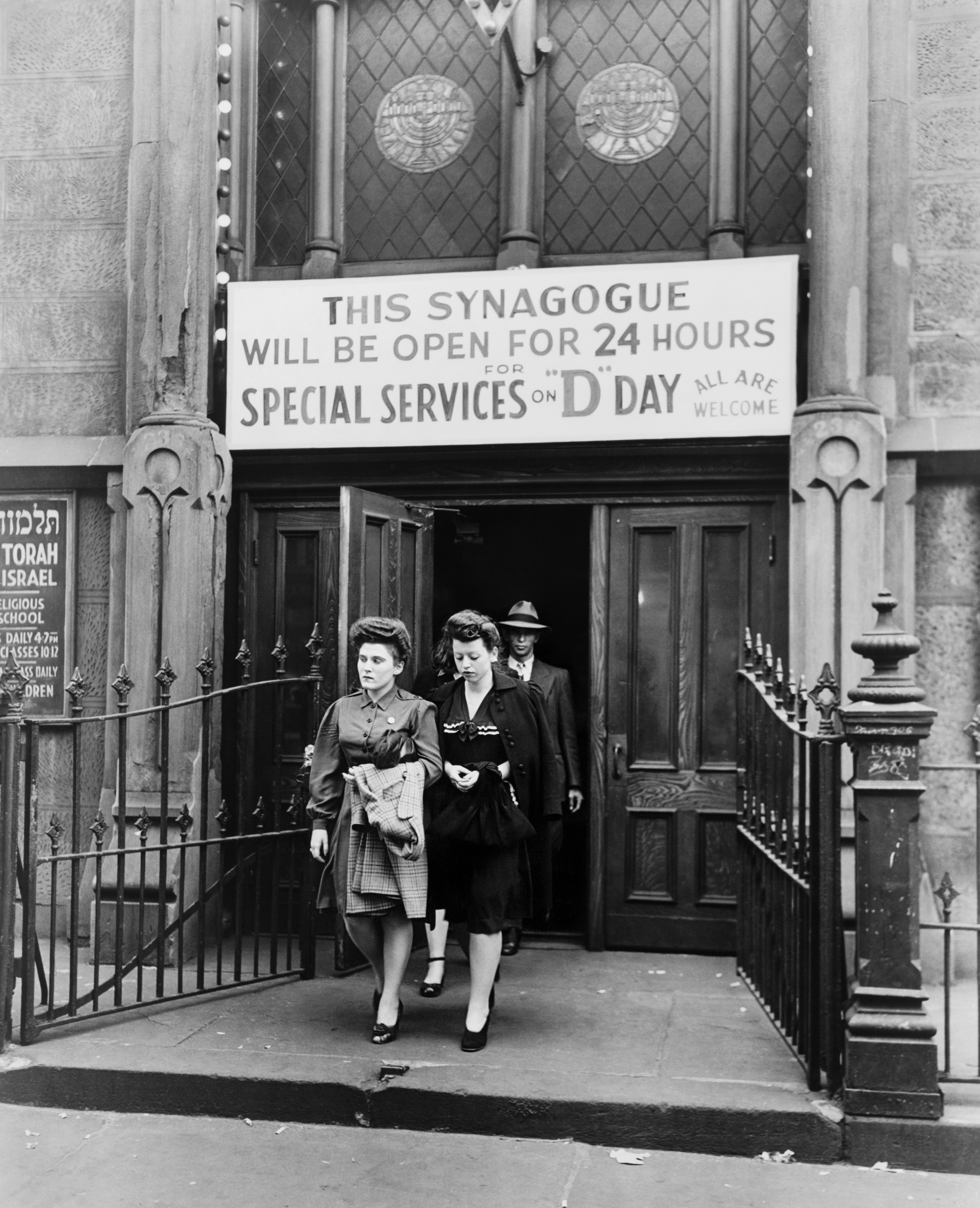
뉴욕 웨스트 23번가에 있는 시나고그는 D-데이에 특별 예배와 기도를 위해 24시간 문을 열었다.

미국의 엄격한 이민 정책은 홀로코스트 기간 동안 해제되지 않았다. 홀로코스트에 대한 소식은 1941년과 1942년에 미국에 도달하기 시작했으며, 브레킨리지 롱 등이 고의로 만든 이민에 대한 관료적 장애물이 없었다면 제2차 세계 대전 동안 19만~20만 명의 유대인이 구원될 수 있었을 것으로 추정된다.
전쟁 중 유럽 유대인 인구의 망명은 미국의 우선순위가 아니었고, 미국 유대인 공동체는 전쟁이 후반까지 홀로코스트의 심각성을 깨닫지 못했다. 이는 부분적으로 나치 정권이 이 시기 동안 유대인들이 점령된 유럽이나 독일을 떠나는 것을 허용하지 않았기 때문이다.

### 미국 유대인의 홀로코스트에 대한 반응
제2차 세계 대전 기간 동안 미국 유대인 공동체는 격렬하고 깊이 분열되어 공동 전선을 형성할 수 없었다. 대부분의 동유럽 유대인들은 고향으로의 귀환이 유일한 해결책이라고 보는 시온주의를 선호했다. 이는 나치 독일의 참상으로부터 관심을 돌리는 효과를 가져왔다. 독일 유대인들은 나치에게 경각심을 느꼈지만 시온주의를 경멸했다. 유대인 국가와 유대인 군대를 지지하는 사람들은 선동했지만, 많은 지도자들은 미국 내에서 반유대주의적 반발을 너무나 두려워하여 모든 유대인들이 낮은 대중적 노출을 유지할 것을 요구했다. 중요한 발전 중 하나는 전쟁 후반에 대부분의 유대인 지도자들이 시온주의로 갑작스럽게 전환한 것이었다.
홀로코스트는 발생 당시 미국 언론에 거의 보도되지 않았다. 그 이유는 제2차 세계 대전 중 뉴욕 타임즈 발행인 아서 헤이스 설즈버거가 취한 반시온주의적 입장에 의해 명확해진다. 유대교를 종교적 신념이지 민족이 아니라고 정의하는 고전적인 개혁 유대교에 헌신한 설즈버거는 미국인으로서 유럽 유대인들을 난민 문제의 일부로 보았으며, 그와 분리되지 않는다고 주장했다. 미국에서 가장 영향력 있는 신문인 뉴욕 타임즈의 발행인으로서 그는 전쟁 중 유대인 학살에 대한 사설을 소수만 허용했다. 그는 반시온주의적인 미국 유대인 협의회를 지지했다. 나치 정권이 유대인들을 파괴의 대상으로 삼았다는 것이 알려진 후에도 설즈버거는 모든 난민들이 고통받았다고 주장했다. 그는 이스라엘 건국에 반대했다. 사실상, 그는 유대인 관련 문제를 사설 페이지에 싣지 않고 나치 잔학 행위에 대한 기사를 신문 지면 깊숙이 짧게 파묻음으로써 타임즈의 엄청난 잠재적 영향력을 약화시켰다. 시간이 지남에 따라 그는 유대인들을 민족으로 인정하기를 끊임없이 거부하고 미국 민주주의에 대한 그의 견해에 명백한 결함이 있었음에도 불구하고 미국 유대인 공동체와 점점 더 발맞추지 못하게 되었다.
유대인들은 뉴욕 타임즈 외에는 명망 있는 신문을 거의 소유하지 않았지만, 할리우드와 네트워크 라디오에서는 큰 존재감을 가지고 있었다. 할리우드 영화와 라디오는 몇 가지 예외를 제외하고는 진주만 이전에 유럽 유대인에 대한 나치 박해에 대해 의문을 제기하는 것을 피했다. 유대인 스튜디오 경영진은 노골적으로 반파시스트적인 주제의 영화를 만들어 유대인 선전을 옹호한다는 비난을 받고 싶지 않았다. 실제로 그들은 반명예훼손연맹과 같은 조직과 국가 유대인 지도자들로부터 그러한 주제를 피하라는 압력을 받았다. 이는 미국 유대인들이 반유대주의적 반발을 겪을까 봐 두려워했기 때문이다.
강력한 대중 및 정치적 정서에도 불구하고, 일부는 미국 정부가 나치 학살 희생자들을 도울 것을 촉구했다. 1943년, 욤 키푸르 직전, 400명의 (주로 정통파) 랍비들이 워싱턴에서 홀로코스트 희생자들의 곤경에 주의를 끌기 위해 행진했다. 일주일 후, 미국 의사당 계단에서 랍비들을 만난 소수의 정치인 중 한 명인 윌리엄 워런 바버 상원의원(공화당; 뉴저지)은 최대 10만 명의 홀로코스트 희생자들이 임시로 미국으로 이민할 수 있도록 허용하는 법안을 제안했다. 바버는 법안을 발의한 지 6주 후에 사망했고, 법안은 통과되지 않았다. 미국 하원에서는 새뮤얼 딕스타인 의원(민주당; 뉴욕)이 유사한 법안을 발의했지만, 이 역시 통과되지 못했다.
홀로코스트 동안 매년 3만 명 미만의 유대인만이 미국에 도착했으며, 일부는 이민 정책으로 인해 거절당했다. 미국은 1948년까지 이민 정책을 변경하지 않았다.
2021년 기준, 홀로코스트 교육 의무화법이 미국 16개 주에서 제정되어 있다.

#### 영향
홀로코스트는 미국 공동체에, 특히 1960년 이후 유대인들이 일어난 일을 이해하고, 특히 미래를 내다보면서 이를 기념하고 씨름하려 노력하면서 깊은 영향을 미쳤다. 아브라함 J. 헤셸은 아우슈비츠를 이해하려 노력했을 때 이 딜레마를 다음과 같이 요약했다. "대답하려 시도하는 것은 최고의 신성모독이다. 이스라엘은 우리가 급진적인 절망 없이 아우슈비츠의 고통을 견디고, 역사의 정글에서 하나님의 광채를 느끼도록 해준다."

## 전후
50만 명의 미국 유대인(또는 해당 남성의 절반)이 제2차 세계 대전에 참전했으며, 전쟁 후 젊은 가족들은 새로운 교외화 추세에 동참했다. 그곳에서 유대인들은 점점 더 동화되었고 종교간 결혼이 증가하는 것을 보여주었다. 교외는 새로운 중심지 형성을 촉진했으며, 유대인 학교 등록률은 제2차 세계 대전 종전부터 1950년대 중반까지 두 배 이상 증가했고, 회당 소속은 1930년 20%에서 1960년 60%로 급증했다. 가장 빠른 성장은 개혁파와 특히 보수파 회중에서 나타났다.
홀로코스트를 겪지 않은 미국은 제2차 세계 대전 이후 세계에서 가장 크고 부유하며 건강한 유대교의 중심지로 자리 잡았다. 더 작은 유대인 공동체들은 점점 더 미국 유대인들에게 지도와 지원을 의지하게 되었다.
제2차 세계 대전 직후, 일부 유대인 난민들이 미국에 재정착했고, 본국에서 추방된 아랍 국가 유대인 난민의 또 다른 물결이 미국에 정착했다.

### 정치
미국 유대인들은 1940년, 1944년, 1948년 선거에서 공화당에 90% 반대했고 민주당의 프랭클린 D. 루스벨트와 해리 S. 트루먼을 지지했는데, 후자의 두 선거에서는 양당 강령 모두 유대인 국가 설립을 지지했음에도 불구하고 그러했다. 1952년과 1956년 선거에서는 60% 이상이 민주당의 애들레이 스티븐슨에게 투표했고, 아이젠하워 장군은 재선에서 40%를 얻었다. 이는 하딩이 1920년에 얻은 43% 이후 공화당이 보여준 가장 좋은 결과였다. 1960년에는 83%가 가톨릭 신자인 민주당 존 F. 케네디에게, 리처드 닉슨에 맞서 투표했고, 1964년에는 미국 유대인의 90%가 린든 존슨에게 투표했다. 그의 공화당 상대인 배리 골드워터는 성공회로 자랐지만, 그의 친조부모는 유대인이었다. 휴버트 험프리는 1968년 선거에서 대통령직을 잃었지만 유대인 투표의 81%를 얻었다. 이러한 높은 수준의 유대인 지지는 그 이후로 볼 수 없었다.
1972년 닉슨 재선 운동 기간 동안 유대인 유권자들은 조지 맥거번에 대해 우려를 표했고 민주당을 65%만 지지했으며, 닉슨은 공화당 유대인 지지를 35%로 두 배 이상 늘렸다. 1976년 선거에서 유대인 유권자들은 현직 대통령인 제럴드 포드의 27%보다 71% 더 많이 민주당 지미 카터를 지지했지만, 1980년에는 카터를 포기하여 45%의 지지만을 남겼고, 공화당 승자 로널드 레이건은 39%를 얻었으며, 14%는 무소속 존 앤더슨에게 돌아갔다.
1984년 레이건 재선 운동 기간 동안, 유대인들은 민주당으로 돌아왔고, 레이건에게 31%만을 주었으며 민주당 월터 먼데일에게 67%를 주었다. 같은 2대1 패턴이 1988년에도 다시 나타났는데, 민주당 마이클 듀카키스가 64%를 얻었고, 승리한 조지 부시는 35%를 얻었다. 1992년 재선에서 부시의 유대인 지지는 11%로 급락했으며, 80%는 빌 클린턴에게, 9%는 무소속 로스 페로에게 투표했다. 1996년 클린턴의 재선 운동은 78%로 높은 유대인 지지를 유지했으며, 16%는 밥 돌을, 3%는 페로를 지지했다.
2000년 미국 대통령 선거에서 코네티컷주 상원의원 조 리버먼은 앨 고어에 의해 러닝메이트이자 민주당 부통령 후보로 지명되었고, 이는 역사상 처음으로 현직 유대인이 주요 정당의 대선 후보 명단에 포함된 사건이었다.
버니 샌더스는 2016년 2월 9일 뉴햄프셔 민주당 예비선거에서 힐러리 클린턴의 38.0%에 비해 22.4%포인트(60.4%)의 득표율로 승리했으며, "정직하고 신뢰할 수 있는" 후보를 지명하는 것이 중요하다고 생각하는 유권자들로부터 강력한 지지를 받았다. 이는 그를 미국 대통령 예비선거에서 승리한 최초의 유대계 미국인으로 만들었다. (1964년 공화당 대선 후보인 배리 골드워터는 유대인 혈통이었지만 기독교인이었으며, 유대인 혈통으로 첫 승리자였다).

### 예외주의
역사학자들은 미국 유대인의 역사가 유례없는 자유, 수용, 번영으로 특징지어져 왔으며, 이로 인해 유대인들이 유럽의 유대인들보다 훨씬 더 쉽게 자신의 민족 정체성을 국가 시민권의 요구와 결합할 수 있었다고 믿는다. 미국 유대인 예외주의는 교육 및 경제적 성취, 그리고 정치적 자유주의에 대한 헌신을 포함한 유대인 가치를 통해 유대인들을 다른 미국 민족 집단과 구별한다. 역사학자 마크 돌링거는 지난 세기 동안 가장 세속적인 유대인들은 가장 자유주의적이거나 심지어 좌익적인 정치적 견해를 가지는 경향이 있었던 반면, 더 종교적인 유대인들은 정치적으로 더 보수적이라는 것을 발견했다. 현대 정통파 유대인들은 개혁파 유대인들보다 정치 운동에 덜 적극적이었다. 그들은 덜 전통적인 유대인들보다 공화당에 더 자주 투표한다. 현대 정치 논쟁에서 다양한 학교 바우처 이니셔티브에 대한 강력한 정통파의 지지는 유대인 공동체가 교회와 국가 사이에 높고 뚫을 수 없는 장벽을 추구한다는 예외주의적 믿음을 약화시킨다.
미국 예외주의에 대한 대부분의 논의는 국가 전체를 지칭한다. 그러나 미국 예외주의가 특정 하위 집단, 특히 소수민족에 어떻게 적용되었는지에 대한 논의가 있었다. 유럽과 중동에서 유대인 박해 기록과 미국에서의 매우 유리한 상황을 비교하는 학자들은 미국이 유대인들을 대하는 방식이 세계 역사에서 얼마나 독특했는지, 그리고 적어도 이 집단에 관해서는 다원주의의 모델이 얼마나 되었는지에 대해 논쟁한다.

### 이스라엘 건국
1948년 이스라엘 건국과 함께, 이스라엘 국가는 미국 유대인 생활과 자선 활동의 초점이 되었으며, 미국 유대인들이 단결하는 상징이 되었다.

### 제3차 중동 전쟁
1967년 6월 제3차 중동 전쟁은 1960년대 유대인들의 삶에 전환점이 되었다. "두 번째 홀로코스트"에 대한 마비된 두려움에 이어, 이스라엘이 자신을 파괴하려는 아랍 연합군에 대해 기적적으로 승리한 것은 미국 유대인들 사이에서 깊은 감정적 공명을 일으켰다. 전쟁 이후 이스라엘에 대한 그들의 재정적 지원은 급격히 증가했으며, 그 어느 때보다 많은 사람들이 그 해에 이스라엘을 영구적인 고향으로 선택했다.
제3차 중동 전쟁 이후 활발한 내부 논쟁이 시작되었다. 미국 유대인 공동체는 이스라엘의 대응에 동의하는지 여부에 대해 분열되었지만, 대다수는 전쟁이 불가피하다고 받아들였다. 특히 좌파 유대인들에게는 이러한 갈등 속에서 그들의 자유주의 이념과 시온주의 지지 사이에 긴장이 존재했다. 제3차 중동 전쟁에 대한 이러한 숙고는 1960년대의 다양한 사건에 대한 유대인들의 반응의 깊이와 복잡성을 보여주었다.

### 시민권
유대인들은 미국 시민권 운동의 강력한 지지자임을 입증했다. 유대인들은 자신들과 아프리카계 미국인을 포함한 모든 미국인의 시민권을 위한 운동의 지도자로서 매우 눈에 띄게 활동했다. 시모어 시걸은 유대인들이 직면했던 편견에 대한 역사적 투쟁이 차별에 직면한 모든 사람들에 대한 자연스러운 동정으로 이어졌다고 주장한다. 이는 유대인들이 아프리카계 미국인들과의 관계를 논의하도록 이끌었다. 유대인 지도자들은 그 시대의 두 상징적인 행진에서 연설했다. 미국 유대인 의회 의장 요아힘 프린츠는 1963년 8월 28일 워싱턴 행진에서 "유대인으로서 우리는 수천 명의 우리가 자랑스럽게 참여하는 이 위대한 시위에 정신과 역사라는 두 가지 경험을 가져다준다"고 말했다. 2년 후 유대인 신학 대학원의 아브라함 J. 헤셸은 셀마-몽고메리 행진의 선두에서 행진했다.
유대교 내에서는 시민권 운동에 대한 참여 증가가 약간의 긴장을 야기했다. 버나드 와인버거 랍비는 "북부 자유주의 유대인"이 북부 동료들 때문에 백인 남부인들로부터 적대감에 직면한 남부 유대인들을 위험에 빠뜨린다고 경고하며 이 점을 예시했다. 그러나 시민권 운동과 흑인 관계에 대한 대부분의 알려진 유대인 반응은 수용과 편견 반대 경향을 보였으며, 운동에 유대인들의 불균형적인 참여가 이를 나타낸다. 이러한 참여 역사에도 불구하고, 아프리카계 미국인과 유대인 간의 관계는 때때로 밀접한 근접성과 계층 차이로 인해, 특히 뉴욕 및 기타 도시 지역에서 긴장 상태를 겪었다.

### 유대인 페미니즘
현대적 형태의 유대인 페미니즘 운동은 1970년대 초 미국에서 시작되었다. 개혁파 유대교에서 페미니즘에 초점을 맞춘 주디스 플라스코에 따르면, 초기 유대인 페미니스트들의 주요 쟁점은 모두 남성으로 구성된 기도 모임 또는 민얀에서의 배제, 긍정적인 시간 제약이 있는 미츠바에서의 면제, 그리고 증인으로 기능하거나 이혼을 시작할 수 없는 여성의 무능력 등이었다. 샐리 프리샌드는 1972년 6월 3일 히브리 연합 대학 – 유대교 종교 연구소에 의해 신시내티 플럼 스트리트 사원에서 랍비로 서품되었으며, 이로써 미국 최초의 랍비 신학교에서 정식 서품된 여성 랍비이자 레기나 요나스에 이어 유대 역사상 두 번째로 정식 서품된 여성 랍비가 되었다.

### 소련으로부터의 이민
마지막 대규모 이민 물결은 1988년 이후 소련에서 왔는데, 이는 미국 정부의 강력한 정치적 압력에 대한 반응이었다. 1967년 제3차 중동 전쟁과 1968년 동유럽의 자유화 물결 이후, 소련 정책은 더욱 제한적이 되었다. 유대인들은 교육 및 직업 기회를 박탈당했다. 이러한 제한적인 정책은 새로운 정치 집단인 '거부자'의 출현으로 이어졌는데, 이들의 주된 목표는 이민이었다. 거부자들(출국 비자가 거부된 유대인들)은 서방, 특히 미국의 관심을 끌었고, 미국과 소련 간의 경제 및 무역 관계에 영향을 미치는 중요한 요소가 되었다. 1975년 무역 개혁법의 잭슨 수정안은 소련에 '최혜국 대우' 지위를 부여하는 것을 소련 이민법의 자유화와 연계시켰다.
1967년부터 소련은 일부 유대인 시민들이 가족 재결합을 위해 이스라엘로 떠나는 것을 허용했다. 이스라엘과 소련 간의 외교 관계 단절로 인해 대부분의 이민자들은 오스트리아 빈 또는 헝가리 부다페스트로 여행한 다음 이스라엘로 비행기를 타고 갔다. 1976년 이후 이스라엘 비자로 떠난 이민자들의 대부분은 빈에서 '탈락'하여 서방에 재정착하기로 선택했다. 여러 미국 유대인 조직들이 그들이 비자를 얻고 미국 및 다른 나라에 재정착하는 것을 도왔다. 그러나 이스라엘은 그들을 원했고, 이스라엘로 이민 오기로 약속한 소련 유대인 이민자들이 미국에 재정착하는 것을 막으려 했다. 이스라엘 관리들은 미국 유대인 조직들에게 러시아 유대인들이 미국에 재정착하기를 원하는 것을 돕는 것을 중단하도록 압력을 가했다. 처음에는 미국 유대인들이 이스라엘의 노력에 저항했다. 1980년대 후반 미하일 고르바초프의 소련 유대인에 대한 자유로운 이민 허용 결정 이후, 미국 유대인 공동체는 미국 내 소련 유대인 난민 할당량에 동의했고, 그 결과 대부분의 소련 유대인 이민자들이 이스라엘에 정착하게 되었다.
미국 내 러시아 유대인 인구는 이스라엘의 러시아 유대인 인구 다음으로 두 번째로 많다. RINA에 따르면, 미국에는 35만 명의 핵심 러시아 유대인 인구가 있다. 미국의 확대된 러시아 유대인 인구는 70만 명으로 추정된다. 약 10만 명의 아슈케나짐과 부하라 유대인이 미국으로 이주했다. 러시아계 유대인 거주지의 큰 집중 지역으로는 브루클린, 특히 브라이턴비치와 십스헤드 베이, 그리고 사우스 플로리다의 써니 아일스 비치 지역이 있다. 또 다른 큰 러시아계 유대인 거주지는 노스이스트 필라델피아와 주변 벅스 및 몽고메리 카운티, 그리고 뉴저지 북부이다.

## 20세기와 21세기의 지역 발전

### 테네시주 내슈빌
주로 독일계였던 개혁파 유대인들은 20세기 상반기에 내슈빌에서 가장 크고 영향력 있는 유대인 공동체가 되었다. 그들은 정통파 및 보수파 회중과 좋은 관계를 유지했다. 1935년부터 1939년까지 일부 독일계 유대인 난민들이 내슈빌의 저명한 가문들의 도움을 받아 내슈빌에 재정착했다. 정통파 및 보수파 회중은 모두 1949년까지 시나고그를 교외로 이전했으며, 전체 유대인 공동체는 남서쪽으로 약 5마일 이동했다. 미묘한 사회적 차별이 존재했지만, 내슈빌의 유대인들은 더 큰 공동체의 존경을 받았다. 그러나 대중의 수용은 인종 차별에 대한 묵인을 요구했다. 내슈빌의 유대인 신문인 옵저버는 동화와 특수주의 사이에서 중도를 찾으려 노력했지만, 수년간 집단적 연대를 요구한 후 유대인 공동체가 다원주의적이라는 것을 받아들였다.<ref>롭 스피니, "내슈빌의 유대인 공동체, 1939-1949." 테네시 역사 분기
1. ↑  An estimated figure, as the following sources claim the number to be either slightly higher or lower:
  - Sheskin, Ira M.; Dashefsky, Arnold (2018). 〈United States Jewish Population, 2018〉 (PDF).   Sheskin, Ira M.; Dashefsky, Arnold. 《The American Jewish Year Book, 2018, Volume 118》. Dordrecht: Springer. 251–348쪽. The 2018 American Jewish Year Book (AJYB) estimate for the US Jewish population is about 6.925 million and is based, as in previous years, on the aggregation of over 900 local estimates.
  - Tighe, Elizabeth; de Kramer, Raquel Magidin; Parmer, Daniel; Nussbaum, Daniel; Kallista, Daniel; Seabrum, Xajavion; Saxe, Leonard (2009). American Jewish Population Estimates 2019: Summary and Highlights (PDF) (보고서). Steinhardt Social Research Institute, Brandeis University. 1쪽. 2019년 11월 6일에 확인함. A total of 7.5 million people in the US are Jewish.
2. ↑  “The Vanishing American Jew”. 《The New York Times》.
3. ↑  Sheskin, Ira M.; Dashefsky, Arnold (2018). 〈United States Jewish Population, 2018〉 (PDF).   Sheskin, Ira M.; Dashefsky, Arnold. 《The American Jewish Year Book, 2018, Volume 118》. Dordrecht: Springer. 251–348쪽. The 2018 American Jewish Year Book (AJYB) estimate for the US Jewish population is about 6.925 million and is based, as in previous years, on the aggregation of over 900 local estimates.
4. ↑  Hasia Diner, The Jews of the States (2004)
5. ↑  “Jonathan D. Sarna "The Myth of No Return: Jewish Return Migration to Eastern Europe, 1881-1914" American Jewish History, December 1981, Volume LXXI, Number 2” (PDF). 2020년 6월 28일에 확인함.
6. ↑  폴 존슨, 유대인의 역사, p. 366
7. ↑  Jewish Migrations to the United States in the Late Twentieth Century, “Jewish Migrations to the United States in the Late Twentieth Century”. 2023년 11월 25일에 확인함.
8. ↑  National Jewish Population Survey 2000-2001, “Archived copy”. 2006년 10월 28일에 원본 문서에서 보존된 문서. 2012년 5월 11일에 확인함.
9. ↑  The Jews in America 1621-1977, A Chronology & Fact Book" Compiled and edited by Irving J. Sloan. Published in 1978 by Oceana Publications, Inc. Dobbs Ferry, New York.
10. ↑  William and Mary College Quarterly Historical Magazine, Volume 25, The College, 1917, Page 297
11. ↑  volume 31 of The New England Historical and Genealogical Register published 1877, By David Clapp, 1877, page
12. ↑  Virginia Immigrants and Adventurers, 1607-1635: A Biographical Dictionary
13. ↑  American Jewish Historical Quarterly, Volume 20 American Jewish Historical Society, 1911
14. ↑  “Boston Jews Petition for First Cemetery”. Mass Moments. 2008년 5월 4일. 2013년 8월 14일에 확인함.
15. ↑  In one of his letters, Stuyvesant wrote: "The deceitful race—such hateful enemies and blasphemers of the name of Christ—be not allowed to further infest and trouble this new colony." A year later, he informed the Dutch West India Company of the status of the Jews: "Considering the Jewish nation with regard to trade: They are not hindered, but trade with the same privilege and freedom as other inhabitants. Also, they have many times requested of us the free and public exercise of their abominable religion, but this cannot yet be accorded to them. What they may be able to obtain from your Honors time will tell."
16. ↑  Charleston, S.C.
17. ↑  “A "portion of the People" | Harvard Magazine”. 2008년 12월 1일에 원본 문서에서 보존된 문서. 2010년 7월 31일에 확인함.  보관됨 2013-10-29 - 웨이백 머신 and  보관됨 2014-04-19 - 웨이백 머신 and
18. ↑  Charleston, S.C.
19. ↑  See 1, 2 보관됨 2007-09-30 - 웨이백 머신, etc.
20. ↑  “Our Story”. Jews In America. 2010년 9월 28일에 원본 문서에서 보존된 문서. 2010년 9월 3일에 확인함.
21. ↑  "A "portion of the People"", Nell Porter Brown, 하버드 매거진, 2003년 1월~2월
22. ↑  “Haym Solomon: The Man Behind the Myth of the Dollar's Star of David”. 2014년 1월 3일. 2014년 9월 21일에 원본 문서에서 보존된 문서.
23. ↑  Cooksey, Elizabeth B. (2008년 1월 11일). 〈Mordecai Sheftall (1735-1797)〉. 《뉴 조지아 백과사전》. 조지아 인문학 협회. 2012년 8월 8일에 확인함.
24. ↑  Everest, Allan S. (Allan Seymour). 《Moses Hazen and the Canadian refugees in the American Revolution》. New York State American Revolution Bicentennial Commission. Fir판. Syracuse, N.Y. ISBN 978-1-68445-006-0. OCLC 1055764297.
25. ↑  Solomon, Zachary. “The 18th-Century Jewish Merchant Prince of Rhode Island”. 《Jewish Telegraph Agency》. 2020년 4월 7일에 확인함.
26. ↑  Alexander DeConde, Ethnicity, Race, and American Foreign Policy: A History, p.52
27. ↑  Jonathan Sarna, American Judaism (2004) ch. 2 and p. 374
28. 1 2  “Jewish Texans”. Texancultures.utsa.edu. 2010년 6월 16일에 원본 문서에서 보존된 문서. 2010년 9월 3일에 확인함.
29. ↑  ["The Jewish Americans" Dir. David Grubin. PBS Home Video, 2008. Disc 1, Episode 1, Chapter 5, 0:30:40]
30. ↑  엘리 N. 에반스, 개요: 미국의 유대인 형제간의 전쟁, 유대인과 남북 전쟁: 독자 (eds. 조나단 D. 사르나 & 아담 멘델손), 뉴욕 대학교 출판부: 2010, p. 36.
31. ↑  조지 E. 버클리, 유대인, 브랜든 북스: 1997, p. 57.
32. ↑  A Jewish Colonel in the Civil War: Marcus M. Spiegel of the Ohio Volunteers (eds. Jean Powers Soman & Frank L. Bryne), University of Nebraska Press, 1985.
33. ↑  패트릭 영, Jews Fight the Ban on Rabbis as Army Chaplains (2011년 10월 21일).
34. ↑  로버트 N. 로젠, 유대인 남부 연합군, 유대인과 남북 전쟁: 독자 (eds. 조나단 D. 사르나 & 아담 멘델손), 뉴욕 대학교 출판부: 2010, p. 240.
35. ↑  바론, p. 224
36. ↑  조나단 D. 사르나, 미국 유대교: 역사 (2004). pp 121-22
37. ↑  Marshall, Susan E. (2011). 《The New Hampshire State Constitution》. 옥스퍼드 대학교 출판부. 147쪽. ISBN 9780199877706.
38. ↑  조나단 D. 사르나, 그랜트 장군이 유대인들을 추방했을 때 (2012), 서문
39. ↑  크레페츠, pp 54-55
40. ↑  크레페츠, p 46
41. ↑  Gurock, Jeffrey S. (1998). 《American Jewish life, 1920-1990》. Taylor & Francis. 236쪽. ISBN 9780415919258.
42. 1 2  Rochlin, Harriet, 1924- (1984). 《Pioneer Jews: a new life in the Far West》. Rochlin, Fred, 1923-. Boston: Houghton Mifflin. ISBN 0-395-31832-7. OCLC 9685666.
43. ↑  로버트 E. 레빈슨, 캘리포니아 골드러시의 유대인 (크타브 출판사, 1978).
44. ↑  Diner, Hasia R. (January 2015). 《Roads taken : the great Jewish migrations to the new world and the peddlers who forged the way》. New Haven. ISBN 978-0-300-21019-4. OCLC 898893380.
45. ↑  제임스 설리번, 청바지: 미국 아이콘의 문화사 (고담, 2007).
46. ↑  Rischin, Moses. (1992). 《Jews of the American west》. Wayne State Univ. Press. ISBN 0-8143-2171-2. OCLC 315043030.
47. ↑  Abrams, Jeanne E., 1951- (2006). 《Jewish women pioneering the frontier trail a history in the American West》. New York University Press. OCLC 938034385.
48. ↑  엘렌 아이젠버그, 에이바 F. 칸, 윌리엄 톨, 태평양 연안의 유대인: 미국의 변두리에서 공동체 재창조 (워싱턴 대학교 출판부, 2009) ISBN 978-0-295-98965-5
49. ↑  닐 개블러, 그들만의 제국: 유대인들이 어떻게 할리우드를 만들었는가 (1989)
50. ↑  Bard, M.G. (n.d.). Jews in America: The Jewish American family. Jewish Virtual Library. Retrieved from https://www.jewishvirtuallibrary.org/jsource/judaica/ejud_0002_0006_0_06269.html
51. ↑  Lewin, Rhoda G. (1979). 《Stereotype and reality in the Jewish immigrant experience in Minneapolis》 (PDF). 《Minnesota History》 46 (Minnesota Historical Society). 259쪽. 2017년 1월 20일에 확인함.
52. ↑  하드윅 (2002), p. 13
53. ↑  이디시어는 히브리어 알파벳으로 쓰여진 독일어 방언으로, 전적으로 동유럽 유대인 인구를 기반으로 한다. 로버트 모세스 샤피로 (2003). 《언론은 왜 소리치지 않았는가?: 홀로코스트 중의 미국 및 국제 저널리즘》. KTAV. 18쪽. ISBN 9780881257755.
54. ↑  사라 블라허 코헨, 편집, 헤스터 스트리트에서 할리우드까지: 유대계 미국인 무대와 스크린 (인디애나 대학교 출판부, 1983).
55. ↑  닐 개블러, 그들만의 제국: 유대인들이 할리우드를 어떻게 만들었는가 (2010).
56. ↑  테일러 스툴츠, "루스벨트, 러시아의 유대인 박해, 그리고 미국 여론" 유대인 사회 연구 (1971) 33#3 pp 13-22.
57. ↑  제럴드 소린, 건설의 시간: 제3차 이주, 1880-1920 (1995) pp 200–206, 302–303.
58. ↑  앨런 J. 워드, "이민 소수민족 '외교': 미국 유대인과 러시아, 1901–1912." 영국 미국학 협회 회보 9 (1964): 7-23.
59. ↑  스튜어트 E. 니, "중립 외교: 시어도어 루스벨트와 1903-1906년 러시아 포그롬," 대통령 연구 분기별 (1989), 19#1 pp. 71-78.
60. ↑  앤 E. 힐리, "차르 시대의 반유대주의와 러시아-미국 관계." 슬라브 리뷰 42.3 (1983): 408-425.
61. ↑  마달레나 마리나리, 원치 않는 자들: 1882년-1965년 제한적 이민법에 대한 이탈리아와 유대인의 동원 (2020) 발췌
62. ↑  컷틀러, 어빙. "유대인." 시카고 역사 백과사전.
63. ↑  데보라 R. 와이너, "클락스버그의 유대인: 공동체의 적응과 생존, 1900-60." 웨스트버지니아 역사 1995 54: 59-77. 0043-325x
64. ↑  핼 로스먼, "'Same Horse, New Wagon': Tradition and Assimilation among the Jews of Wichita, 1865-1930." 그레이트 플레인스 분기별 1995 15(2): 83-104. 0275-7664
65. ↑  “David Solis-Cohen: Pioneer Lawyer, Poet, Speaker, Merchant and Banker of Portland, Oregon – JMAW – Jewish Museum of the American West”.
66. ↑  윌리엄 M. 크레이머, "오클랜드 유대교의 등장." 서부 주 유대인 역사 분기별 1978 10 (2): 99-125, (3): 238-259, (4): 353-373; 11(1): 69-86; 1979 11(2): 173-186, (3): 265-278. 0043-4221
67. ↑  “Digital Archive: New Orleans, Louisiana”. 골드링 / 볼덴베르그 남부 유대인 생활 연구소. 2013년 9월 21일에 원본 문서에서 보존된 문서. 2013년 10월 30일에 확인함.
68. ↑  “New York City”. 《Jewish Virtual Library》. 2022년 5월 6일에 확인함.
69. ↑  프레드 로젠바움, 코스모폴리탄: 샌프란시스코 베이 지역 유대인의 사회 및 문화 역사 (캘리포니아 대학교 출판부, 2009).
70. ↑  “History of Jews in San Francisco | American Jerusalem”.
71. ↑  “Levi Strauss: The Jewish Immigrant Turned California Entrepreneur”. 2016년 4월 6일에 원본 문서에서 보존된 문서. 2016년 3월 23일에 확인함.
72. ↑  “Harvey Milk”.
73. ↑  토니 미켈스, 마음속의 불: 뉴욕의 이디시어 사회주의자들 (하버드 대학교 출판부, 2009).
74. ↑  스튜어트 스본킨, 편견에 맞서는 유대인: 미국 유대인과 시민의 자유를 위한 싸움. (컬럼비아 대학교, 1997).
75. ↑  로버트 M. 셀처 등 편집. 유대인 미국화 (1995)
76. ↑  에브야타르 프리젤, "제이콥 H. 쉬프와 미국 유대인 공동체의 리더십. 유대인 사회 연구 2002 8(2-3): 61-72.
77. ↑  세스 코렐리츠, "'훌륭한 작품': 전국 유대인 여성 협의회의 미국화 활동." 미국 유대인 역사 1995 83(2): 177-203.
78. ↑  디너, 미국의 유대인 135-40, 173-82
79. ↑  이 재단은 1948년에 모든 자금을 기부하고 문을 닫았다. 로렌스 P. 바흐만, "줄리어스 로젠왈드," 미국 유대인 역사 분기별 1976 66(1): 89-105; 피터 M. 아스콜리, 줄리어스 로젠왈드 (2006)
80. ↑  Moore, Deborah Dash (1981). 《B'nai B'rith and the Challenge of Ethnic Leadership》. State University of New York Press. 108쪽. ISBN 978-0873954808.
81. ↑  Jerome A. Chanes (2001). 〈Who Does What?〉.   Maisel, L. Sandy; Forman, Ira N. 《Jews in American Politics》. 로먼 & 리틀필드. 105쪽. ISBN 978-0742501812.
82. ↑  “The Various Shady Lives of the Ku Klux Klan”. 《타임》. 1965년 4월 9일. 2008년 8월 19일에 원본 문서에서 보존된 문서. An itinerant Methodist preacher named William Joseph Simmons started up the Klan again in Atlanta in 1915. Simmons, an ascetic-looking man, was a fetishist on fraternal organizations. He was already a "colonel" in the Woodmen of the World, but he decided to build an organization all his own. He was an effective speaker, with an affinity for alliteration; he had preached on "Women, Weddings and Wives," "Red Heads, Dead Heads and No Heads," and the "Kinship of Kourtship and Kissing." On Thanksgiving Eve 1915, Simmons took 15 friends to the top of Stone Mountain, near Atlanta, built an altar on which he placed an American flag, a Bible and an unsheathed sword, set fire to a crude wooden cross, muttered a few incantations about a "practical fraternity among men," and declared himself Imperial Wizard of the Invisible Empire of the Knights of the Ku Klux Klan.
83. ↑  크리스토퍼 M. 스테르바, 착한 미국인: 제1차 세계 대전 중 이탈리아 및 유대인 이민자 (2003), 61-63
84. ↑  메리 앤 어윈, "'하늘은 전쟁으로 가득 차고 있다': 유대인 샌프란시스코와 제1차 세계 대전," 태평양 역사 리뷰 74#3 (2005): 331-66
85. ↑  조지프 라파포트, 유대인 이민자와 제1차 세계 대전: 이디시어 태도 연구 (1951), p. 78
86. ↑  헨리 L. 페잉골드 (2007). 《"더 이상 침묵하지 않으리": 러시아 유대인 구출, 미국 유대인의 노력, 1967-1989》. 시러큐스 대학교 출판부. 13쪽. ISBN 9780815631019.
87. ↑  스테르바, 착한 미국인 (2003), 68-69, 76, 79, 167-69
88. ↑  Michael, Robert (2005). 《A concise history of American antisemitism》. Rowman & Littlefield. 101쪽. ISBN 9780742543133.
89. ↑  조사 시자이코프스키, "사설 및 조직화된 미국 유대인 해외 구호 (1914-1938)," 미국 유대인 역사 분기별 57#1 (1967) 52-106 JSTOR에서
90. ↑  조사 시자이코프스키, 유대인, 전쟁, 그리고 공산주의. 1권: 제1차 세계 대전, 1917년 러시아 혁명, 그리고 공산주의 (1914-1945)에 대한 미국 유대인의 태도 (뉴욕: KTAV, 1973)에는 많은 미정제 정보가 포함되어 있다.
91. 1 2  하시아 다이너, 미국의 유대인, 1654년부터 2000년 (2004), 5장
92. ↑  스티브 프레이저, 노동이 지배할 것이다: 시드니 힐먼과 미국 노동의 부흥 (1993)
93. ↑  로널드 H. 베이어, 갈등 속의 이웃: 1929–1941년 뉴욕 시의 아일랜드인, 독일인, 유대인, 이탈리아인 (1978)
94. ↑  머레이 프리드먼, 무엇이 잘못되었는가? 흑인-유대인 동맹의 창조와 붕괴 (1995) 참조.
95. ↑  조슈아 M. 자이츠, 백인 민족 뉴욕: 유대인, 가톨릭 신자, 그리고 전후 정치 형성 (2007).
96. ↑  Gerber, David A. (1986). 《Anti-Semitism in American history》. University of Illinois Press.
97. ↑  리처드 브라이트만과 앨런 J. 리히트만 (2013). 《FDR과 유대인들》. 하버드 대학교 출판부. 53–63, 148–50쪽. ISBN 9780674073678.
98. ↑  헨리 L. 페잉골드, 미국의 시온: 식민지 시대부터 현재까지의 유대인 경험 (2013)
99. ↑  Diner, Hasia R. (2006). 《The Jews of the United States, 1654-2000》. Berkeley: University of California Press. 209–210쪽. ISBN 9780520248489.
100. ↑  데이비드 S. 와이먼, 유대인의 버림: 미국과 홀로코스트, 1941-1945 (뉴욕, 1984), p. 5.
101. ↑  “The American Experience. America and the Holocaust. People & Events | Breckinridge Long (1881 -1958)”. PBS. 2010년 9월 3일에 확인함.
102. ↑  (윌리엄 D. 루빈슈타인, "구출 신화")
103. ↑  헨리 L. 페잉골드, 탐색의 시간: 주류로 진입, 1920–1945 (1992), pp 225–65
104. ↑  데보라 립스타트, 믿음 너머: 미국 언론과 홀로코스트의 도래 (1993),
105. ↑  로렐 레프, 뉴욕 타임즈에 의해 묻힌: 홀로코스트와 미국의 가장 중요한 신문 (케임브리지 대학교 출판부, 2005)
106. ↑  로렐 레프, "비극적인 '가족 싸움': 뉴욕 타임즈, 개혁 유대교와 홀로코스트." 미국 유대인 역사 2000 88(1): 3-51. 0164-0178
107. ↑  펠리시아 헤르만, "할리우드, 나치즘, 그리고 유대인, 1933–41." 미국 유대인 역사 2001 89(1): 61–89; 조이스 파인, "홀로코스트에 대한 미국 라디오 보도," 사이먼 비젠탈 센터 연보 1988 5: 145–165. 0741-8450.
108. ↑  데이비스 S. 와이먼 연구소; 뉴욕 타임스
109. ↑  “If You Don't Have Mandatory Holocaust Education, Demand It”. 2021년 4월 24일.[깨진 링크(과거 내용 찾기)]
110. ↑  피터 노빅, 미국 생활 속의 홀로코스트 (2000)
111. ↑  스타우브 (2004) p.80
112. ↑  사르나, 미국 유대교 (2004) p 284-5
113. 1 2 3  조나단 D. 사르나; 조나단 골든. “The American Jewish Experience in the Twentieth Century: Antisemitism and Assimilation”.
114. 1 2 3 4 5  “Jewish Vote In Presidential Elections”. American-Israeli Cooperative Enterprise. 2008년 10월 28일에 확인함.[더 나은 출처 필요]
115. ↑  아바 힐렐 실버 보관됨 2012-08-04 - archive.today
116. ↑  마크 R. 레비와 마이클 S. 크레이머, 민족 요인 (1973) p. 103
117. ↑  Maisel, L. Sandy; Forman, Ira N., 편집. (2001). 《Jews in American Politics》. 로먼 & 리틀필드.
118. ↑  Seelye, Katharine Q. (August 8, 2000). "The 2000 Campaign: The Vice President; Lieberman Will Run With Gore; First Jew On A Major U.S. Ticket". The New York Times. Retrieved July 15, 2021.
119. ↑  “New Hampshire Primary Election Results”. 《The New York Times》. August 2017.
120. ↑  Patrick Healy; Jonathan Martin (2016년 2월 10일). “Donald Trump and Bernie Sanders Win the New Hampshire Primaries”. 《The New York Times》. 2016년 2월 10일에 확인함. ... Mr. Sanders was the choice, nearly unanimously, among voters who said it was most important to have a candidate who is "honest and trustworthy."
121. ↑  “Bernie Sanders becomes first Jewish, non-Christian candidate to win U.S. primary”. The Week. 2016년 2월 9일. 2016년 2월 9일에 확인함.
122. 1 2  Krieg, Gregory (2016년 2월 5일). “Sanders 1st Jewish candidate to win presidential primary”. 《CNN》. Sanders, a self-identified democratic socialist, has repeatedly described himself as a secular Jew...
123. ↑  미국 유대인 역사 학회 2010 학자 회의 참조 보관됨 2010-01-06 - 웨이백 머신
124. 1 2  Dollinger, Marc (2002). 《Exceptionalism and Jewish Liberalism》. 《American Jewish History》 90. 161–164쪽. ISSN 0164-0178. JSTOR 23887244.
125. ↑  토니 미켈스, "미국은 '다르다'?: 미국 유대인 예외주의 비판," 미국 유대인 역사, 96 (2010년 9월), pp 201–24
126. ↑  데이비드 소르킨, "미국 유대인 공동체는 예외적인가? 유럽과 미국에서 유대인 해방 비교," 미국 유대인 역사, 96 (2010년 9월), pp 175–200.
127. 1 2  스타우브 (2004)
128. ↑  스타우브 (2004) p. 90
129. ↑  플라스코, 주디스. "유대인 페미니스트 사상" in 프랭크, 다니엘 H. & 리먼, 올리버. 유대 철학의 역사, 루트리지, 초판 1997; 이 판본 2003.
130. ↑  “America's First Female Rabbi Reflects on Four Decades Since Ordination”. 2012년 5월 8일.
131. ↑  “University of Southern Mississippi”.
132. ↑  Zola, Gary Phillip, 편집. (1996). 《Women Rabbis: Exploration & Celebration: Papers Delivered at an Academic Conference Honoring Twenty Years of Women in the Rabbinate, 1972-1992》. Hebrew Union College Press. 20쪽. ISBN 978-0-87820-214-0.
133. ↑  페잉골드, 헨리 L. (2007). 《'더 이상 침묵하지 않으리': 러시아 유대인 구출, 미국 유대인의 노력, 1967–1989》. 시러큐스 대학교 출판부. ISBN 9780815631019.
134. ↑  레이진, 프레드 A. (2006). 《'자유로운 선택': 소련 유대인 이민자들의 미국 재정착을 막기 위한 이스라엘의 노력》. 《정책 연구 검토》 23. 387–411쪽. doi:10.1111/j.1541-1338.2006.00207.x.
135. ↑  클리거, 샘 (2004). 《Russian Jews in America: Status, Identity and Integration》 (PDF). 《Paper Presented at the International Conference "Russian-speaking Jewry in Global Perspective: Assimilation, Integration and Community-building" June 14–16, 2004, Bar Ilan University, Israel》. 2017년 2월 1일에 원본 문서 (PDF)에서 보존된 문서. 2011년 4월 17일에 확인함.
136. ↑  오르렉, 아넬리스 (1999). 《The Soviet Jewish Americans》. 그린우드. ISBN 978-0-313-30074-5.